# Liste des voies de Lyon
- Haut – A
- B
- C
- D
- E
- F
- G
- H
- I
- J
- K
- L
- M
- N
- O
- P
- Q
- R
- S
- T
- U
- V
- W
- X
- Y
- Z

Cette liste des voies de Lyon présente chaque voie par ordre alphabétique. Les odonymes disparus ou remplacés sont indiqués en italiques.

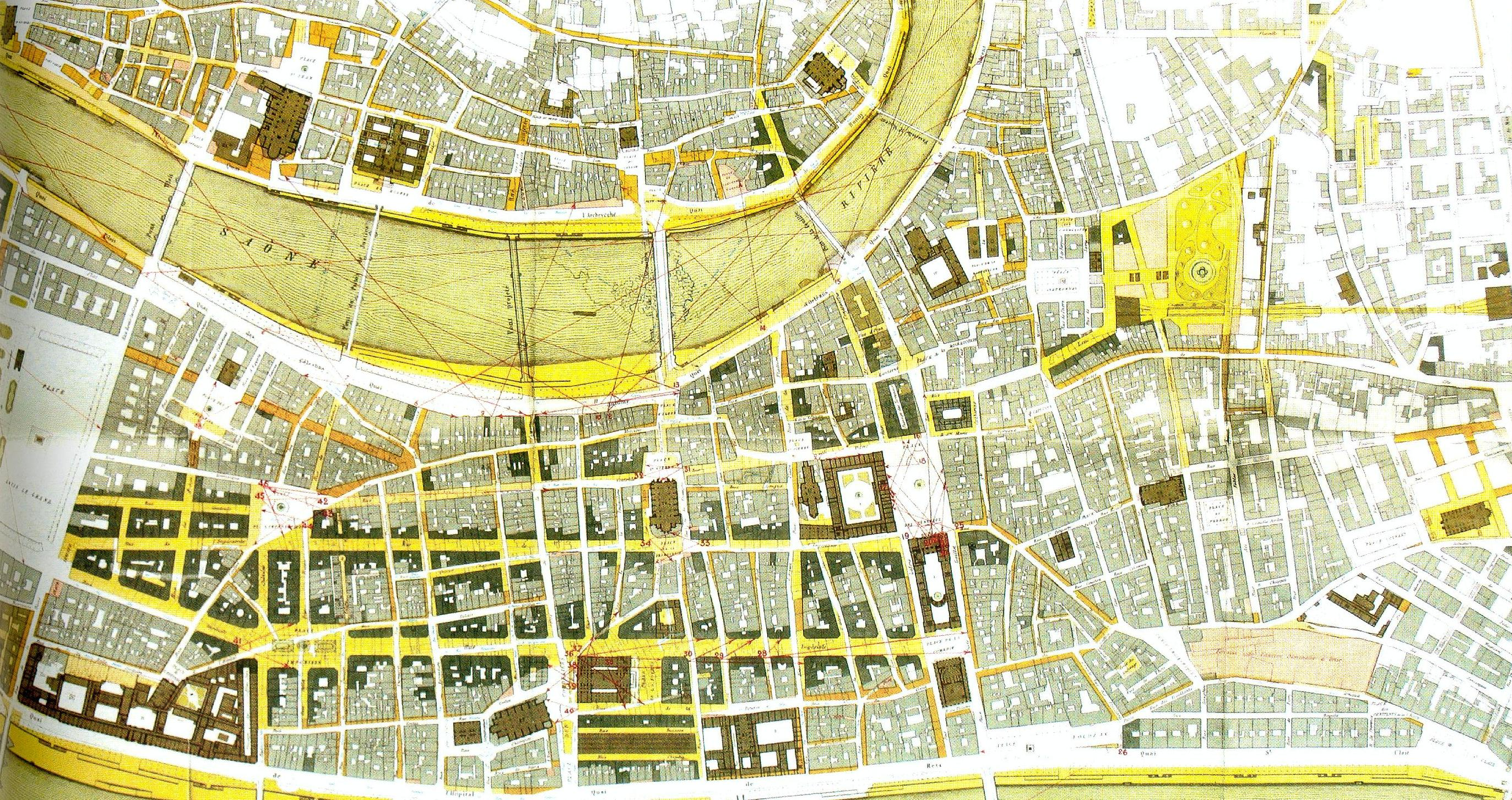
Plan (1863) des améliorations réalisées ou projetées dans le centre de la ville de Lyon.

## 0-9

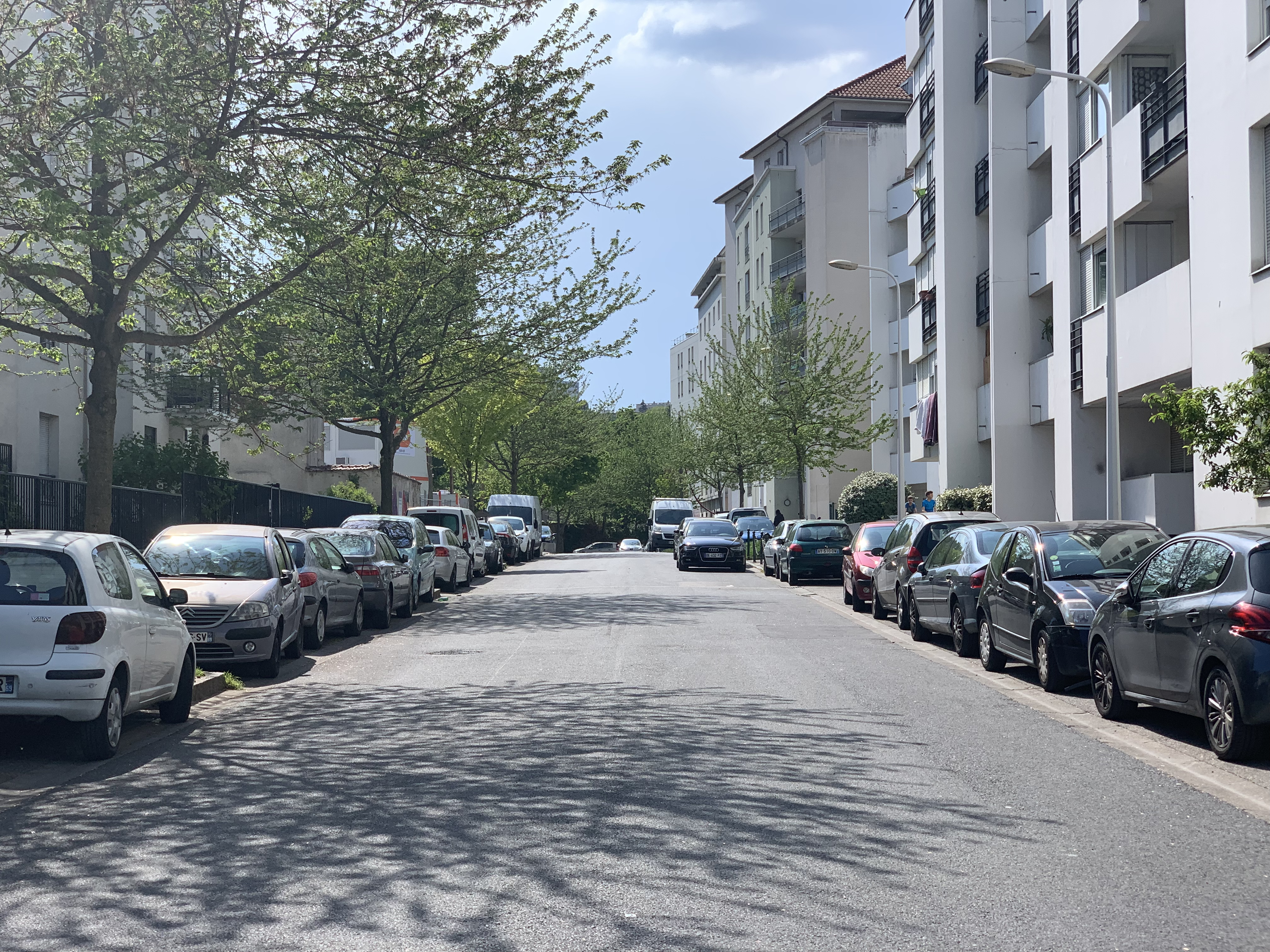
La rue du 3-septembre-1944. Avril 2019.

- Avenue de la 1re-Division-Française-Libre (en l'honneur de la 1re division française libre)
- Place du 11-Novembre-1918 (date de l'armistice entre les Alliés et l'Allemagne, marquant la fin des combats de la Première Guerre mondiale)
- Rue du 24-Mars-1852 (date de la création des premiers arrondissements de Lyon)
- Avenue du 25e-Régiment-de-Tirailleurs-Sénégalais (en l'honneur du 25e régiment de tirailleurs sénégalais)
- Rue du 3-Septembre-1944 (date de la libération de Lyon[2], vers la fin de la Seconde Guerre mondiale.
- Place du 8-mai-1945 (date de la victoire des Alliés et la capitulation du Troisième Reich, marquant la fin de la Seconde Guerre mondiale en Europe)
- Place du 157e-Régiment-d'Infanterie-Alpine
- Place du 158e-Régiment-d'Infanterie

## A
- Haut – A
- B
- C
- D
- E
- F
- G
- H
- I
- J
- K
- L
- M
- N
- O
- P
- Q
- R
- S
- T
- U
- V
- W
- X
- Y
- Z

- Avenue de l'Abattoir
- Chemin de l'Abattoir
- Rue Jouffroy-d'Abbans
- Rue de l'Abbaye-d'Ainay
- Rue de l'Abbé-Boisard
- Place Abbé-Larue
- Rue de l'Abbé-Papon
- Rue de l'Abbé-Rozier
- Place de l'Abondance
- Rue de l'Abondance
- Rue Abraham-Bloch
- Avenue des Acacias
- Allée Achille-Lignon
- Quai Achille-Lignon
- Rue des Actionnaires
- Rue Adamoli
- Rue Adélaïde-Perrin
- Avenue Adolphe-Max
- Rue d'Aguesseau
- Rue Aimé-Boussange
- Rue Aimé-Collomb
- Place d'Ainay
- Pont d'Ainay
- Square d'Ainay
- Voûte d'Ainay
- Rue Saint-Alban
- Rue des Albergeries
- Rue Albert-Camus
- Rue Albert-Chalinel
- Rue Albert-Falsan
- Rue Albert-Morel
- Cours Albert-Thomas
- Place d'Albon
- Rue Alexandre-Aujas
- Rue Alfred-de-Musset
- Rue Alfred-Vanderpol
- Rue Alfred-de-Vigny
- Rue d'Alger
- Rue d'Algérie
- Rue de l'Alma
- Passage des Alouettes
- Rue des Alouettes
- Rue Alphonse-Fochier
- Rue Alphonse-Rodet
- Rue d'Alsace
- Rue d'Alsace-Lorraine
- Rue d'Amboise
- Allée Ambroise-Croizat
- Boulevard Ambroise-Paré
- Rue Amédée
- Rue Amédée-Bonnet
- Rue Amédée-Lambert
- Rue des Amis
- Place Ampère
- Montée de l'Amphithéâtre
- Rue d'Amsterdam
- Boulevard Anatole-France
- Place de l'Ancienne-douane
- Rue de l'Ancienne-Préfecture
- Rue Gaspard-André
- Rue André-Bollier
- Rue André-Bonin
- Rue André-Chénier
- Allée André-Mure
- Rue André-Philip
- Avenue Andreï-Sakharov
- Rue de l'Âne
- Rue de l'Ange
- Rue de l'Angelle
- Rue de l'Angello
- Rue des Anges
- Montée des Anges
- Rue de l'Angile
- Quai d'Angoulême
- Rue Saint-Alexandre
- Place Saint-Anne
- Rue Sainte-Anne-de-Baraban
- Rue de l'Annonciade
- Rue Anselme
- Rue de l'Antiquaille
- Place de l'Antiquaille
- Quai Saint-Antoine
- Rue Saint-Antoine
- Rue Antoine-Barbier
- Rue Antoine-Béroud
- Rue Antoine-Charial
- Impasse Antoine-Dumont
- Rue Antoine-Fonlupt
- Place Antoine-Gallay
- Rue Antoine-Laviolette
- Rue Antoine-Lumière
- Rue Antoine-Péricaud
- Rue Antoine-Rémond
- Quai Antoine-Riboud
- Place Antoine-Rivoire

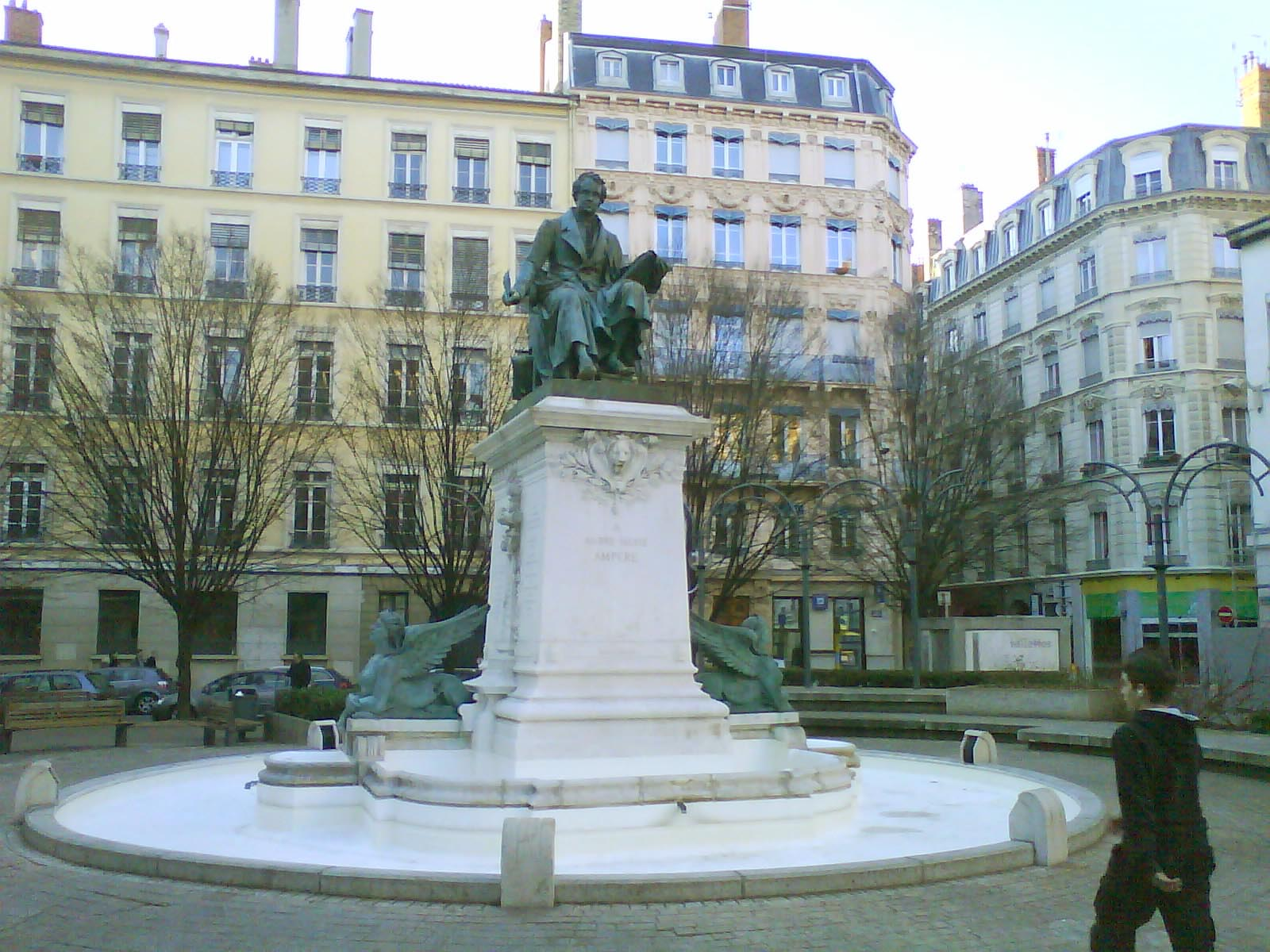
La place Ampère.

- Boulevard Antoine-de-Saint-Exupéry
- Rue Antoine-de-Saint-Exupéry
- Rue Antoine-Sallès
- Place Antoine-Vollon
- Rue Antoinette
- Rue des Antonins
- Place Antonin-Gourju
- Place Antonin-Jutard
- Rue Antonin-Laborde
- Place Antonin-Perrin
- Rue Antonin-Perrin
- Place Antonin-Poncet
- Rue d'Anvers
- Rue Appian
- Rue des Aqueducs
- Rue des Aqueducs-des-Massues
- Allée de l'Aquilon
- Rue de l'Arbalète
- Rue de l'Arbre-Sec
- Cour des Archers
- Rue des Archers
- Place des Archives
- Chemin des Arcs
- Rue de l'Ardoise
- Pont de l'Archevêché
- Quai de l'Archevêché
- Rue de l'Archidiacre
- Masse des Arcs
- Chemin des Arcs
- Rue de l'Argonne
- Passage de l'Argue
- Petit passage de l'Argue
- Place Aristide-Briand
- Impasse Arlette
- Rue d'Arles
- Quai Arlès-Dufour
- Quai Arloing
- Rue Armand-Caillat
- Place d'Armes
- Rue d'Arménie
- Place du Commandant-Arnaud
- Rue Arnoud
- Rue de l'Arquebuse
- Rue Ludovic-Arrachart
- Pont de l'Arsenal
- Quai de l'Arsenal
- Place d'Arsonval
- Rue Artaud
- Rue des Trois-Artichauts
- Boulevard de l'Artillerie
- Rue des Artisans
- Rue de l'Asnerie
- Impasse de l'Asphalte
- Rue d'Athènes
- Rue Attache-des-Bœufs
- Rue de l'Aube
- Rue des Aubépins
- Rue d'Aubigny
- Rue Audran
- Rue Pierre-Audry
- Quai Victor-Augagneur
- Rue des Auges
- Petite rue des Auges
- Rue Docteur-Augros
- Rue Auguste-Comte
- Rue Auguste-Isaac
- Rue Auguste-Lacroix
- Rue Auguste-Payant
- Rue Auguste-Pinton
- Rue des Augustins
- Rue Alexandre-Aujas
- Rue de l'Aumône
- Rue Jacqueline-Auriol
- Allée de l'Aurore
- Rue d'Austerlitz
- Rue d'Auvergne
- Rue d'Avignon

## B

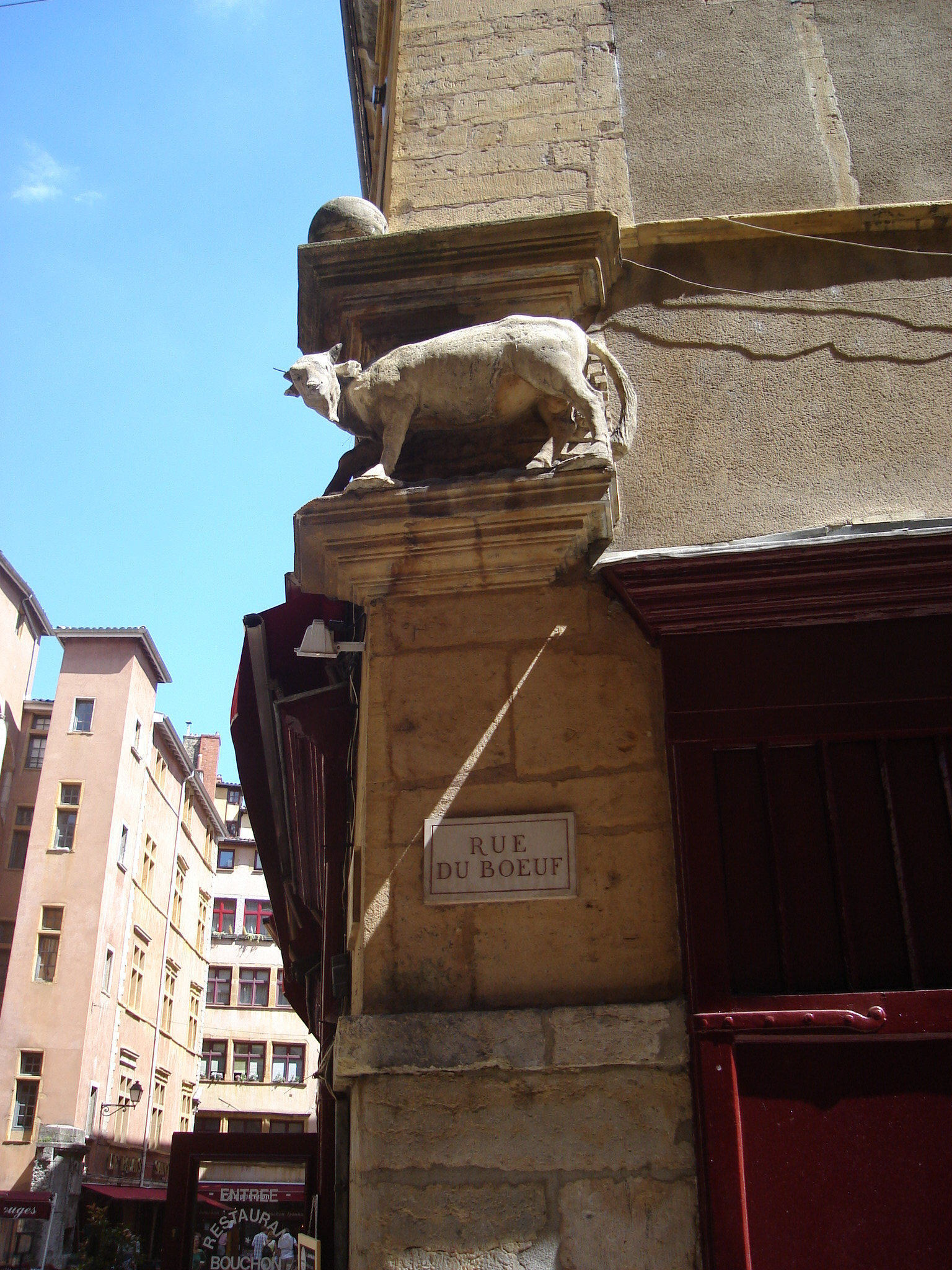
La rue du Bœuf.

- Haut – A
- B
- C
- D
- E
- F
- G
- H
- I
- J
- K
- L
- M
- N
- O
- P
- Q
- R
- S
- T
- U
- V
- W
- X
- Y
- Z

- Rue des Bains
- Chemin des Balançoires
- Rue des Balançoires
- Rue Jean-Baldassini
- Rue Pierre-Baizet
- Rue de la Baleine
- Place de la Baleine
- Rue de Bâle
- Rue de la Balme
- Montée des Balmes
- Boulevard de Balmont
- Montée de Balmont
- Rue Balthazar
- Rue Bancel
- Rue de la Bannière
- Rue Bara
- Chemin Baraban
- Rue Baraban
- Rue Antoine-Barbier
- Place Henri-Barbusse
- Rue Barodet
- Rue de la Barre
- Rue Barrier
- Rue Barrème
- Rue Croix-Barret
- Rue Jean-Bart
- Avenue Barthélemy-Buyer
- Rue du Bas-Loyasse
- Chemin du Bas-du-Pont
- Rue du Bas-Port
- Rue Basse-Combalot
- Rue Basse-Grenette
- Rue Basse-du-Port-au-Bois
- Rue des Basses-Brayes
- Rue des Basses-Ecloisons
- Rue des Basses-Verchères
- Rue Basseville
- Rue Maryse-Bastié
- Rue Bataille
- Rue du Bât-d'Argent
- Chemin des Battières
- Rue des Battières
- Rue Eugène-Baudin
- Cours Bayard
- Chemin du Béal
- Passage du Béal
- Rue du Béal
- Quai de Beaucaire
- Impasse Beauregard
- Montée de Beauregard
- Place Beauregard
- Rue Béchevelin
- Rue de Beer-Sheva
- Rue du Béguin
- Rue de Belfort
- Boulevard des Belges
- Rue du Bélier
- Rue de Bélissen
- Rue de la Belle-Allemande
- Chemin de Bellecombe
- Rue Bellecombe
- Impasse Bellefontaine
- Rue Berty-Albrecht
- Rue de Bellefond
- Rue Bellecordière
- Place Bellecour
- Rue Bellecour
- Rue Maurice-Bellemain
- Place Bellevue
- Rue Bellevue
- Rue Bellicard
- Rue Bellièvre
- Impasse Bellœuf
- Rue Bély
- Place Bénédict-Tessier
- Rue Benjamin-Delessert
- Rue Benoist-Mary
- Passage Benoît
- Rue Benoît-Bernard
- Place Benoît-Crépu
- Rue Benoît-Crépu
- Rue Béranger
- Rue Berchet
- Impasse Berchet
- Impasse Berger
- Rue Berjon
- Rue Marius-Berliet
- Rue Hector-Berlioz
- Place Bénédict-Teissier
- Rue Benoît-Bernard
- Quai Claude-Bernard
- Rue Jean-Marc-Bernard
- Place des Bernardines
- Rue Paul-Bert
- Rue Hélène-Berthaud
- Rue Berthe-Morisot
- Avenue Berthelot
- Place Marcel-Bertone
- Place François-Bertras
- Rue des Bésicles
- Rue du Bessard
- Rue Besson
- Rue du Sergent-Michel-Berthet
- Quai de la Bibliothèque
- Rue Bichat
- Rue Charles-Biennier
- Passage Biétrix
- Place Bir-Hakeim
- Avenue de Birmingham
- Rue Clotilde-Bizolon
- Rue Louis-Blanc
- Rue Pierre-Blanc
- Rue Blanche-et-Georges-Caton
- Rue Blancherie
- Rue Thomas-Blanchet
- Rue Bleton
- Rue Marc-Bloch
- Rue Bodin
- Rue Marc-Boegner
- Rue du Bœuf
- Rue du Bois-de-la-Caille
- Passage Boileau
- Rue Boileau
- Rue du Bois
- Rue de l'Abbé-Boisard
- Rue Boissac
- Rue de la Boissette
- Rue Jean-Jacques-de-Boissieu
- Rue de la Boisson
- Rue des Boîtiers
- Rue André-Bollier
- Rue de la Bombarde
- Montée Bonafous
- Rue de Bonald
- Place Bonaparte
- Pont Bonaparte
- Quai de Bondy
- Rue Rosa-Bonheur
- Rue Docteur-Bonhomme
- Rue André-Bonin
- Rue Bonnand
- Rue Bonnefoi
- Rue de Bonnel
- Allée du Bon-Lait
- Rue du Bon-Pasteur
- Quai Bon-Rencontre
- Rue des Bons-Enfants
- Rue Bony
- Quai du Duc-de-Bordeaux
- Rue Paul-Borel
- Rue du Capitaine-Élisabeth-Bosseli
- Rue Bossuet
- Rue Boucherie-de-l'Hôpital
- Rue Boucherie-Saint-Paul
- Place de la Boucherie-des-Terreaux
- Rue des Bouchers
- Rue Maurice-Bouchor
- Rue du Docteur-Bouchut
- Montée de la Boucle
- Place de la Boucle
- Rue Bouffarde
- Montée du Boulevard
- Rue Louis-Bouquet
- Rue des Bouquetiers
- Rue du Bourbonnais
- Rue Pierre-Bourdan
- Rue Paul-Bourde
- Rue Pierre-Bourdeix
- Rue Bourdille
- Rue Bourdy
- Rue Bourgchanin
- Place Bourgneuf
- Rue Bourgelat
- Rue Bourget
- Rue de Bourgogne
- Rue Bournes
- Place de la Bourse
- Rue de la Bourse
- Rue Vide-Bourse
- Rue Aimé-Boussange
- Rue Bouteille
- Rue Sœur-Bouvier
- Chemin de Boyer
- Rue de Boyer
- Impasse Brachet
- Rue Eugénie-Brazier
- Passage Roger-Bréchan
- Rue Roger-Bréchan
- Rue de la Brèche
- Rue Breneuse
- Rue de Brest
- Rue Gaston-Brissac
- Rue Jean-Broquin
- Cours des Brosses
- Boulevard des Brotteaux
- Rue Félix-Brun
- Rue Jules-Brunard
- Rue Saint-Bruno
- Boulevard Chambaud-de-La-Bruyère
- Place de Buéry
- Rue Bugeaud
- Rue de la Buire
- Place de la Buire
- Rue Buisson
- Rue Ferdinand-Buisson
- Rue Burdeau
- Montée de la Butte
- Avenue Barthélemy-Buyer

## C
- Haut – A
- B
- C
- D
- E
- F
- G
- H
- I
- J
- K
- L
- M
- N
- O
- P
- Q
- R
- S
- T
- U
- V
- W
- X
- Y
- Z

- Avenue Cabias
- Rue de la Cage
- Rue Armand-Caillat
- Rue Calas
- Rue Calliet
- Rue Camille
- Rue Camille-Desmoulins
- Rue Camille-Jordan
- Rue Camille-Roy
- Rue Albert-Camus
- Boulevard des Canuts
- Rue du Capitaine

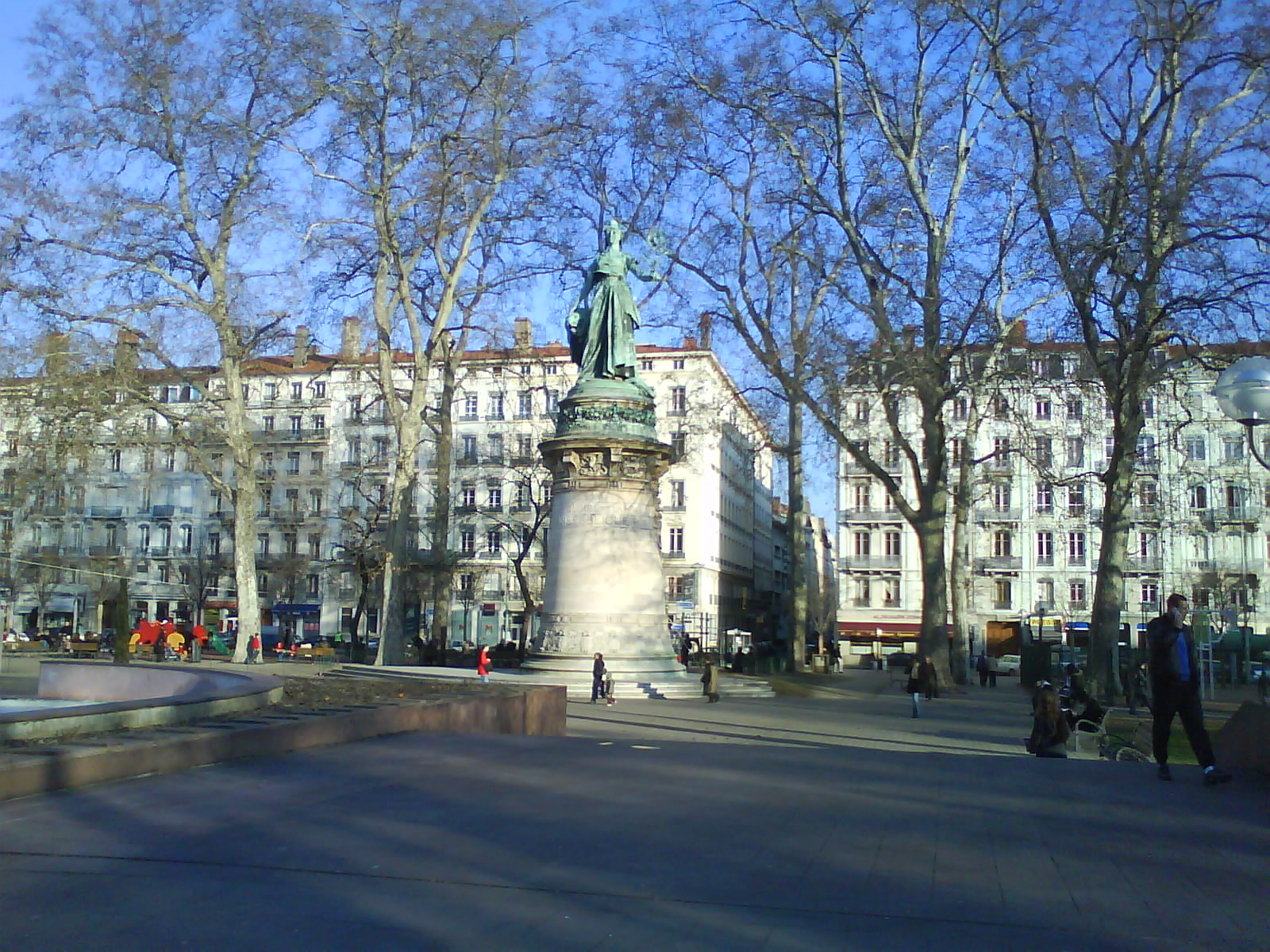
Place Carnot.

- Rue du Capitaine-Élisabeth-Bosseli
- Domaine de la Capitainerie
- Rue Capitaine-Imbaud
- Rue Capponi
- Place des Capucins
- Rue des Capucins
- Grande rue des Capucins
- Rue Cardinal-Fesch
- Rue Jean-Cardonat
- Rue Louis-Carrand
- Quai Raoul-Carrié
- Côte des Carmélites
- Montée des Carmélites
- Cour des Carmes
- Place des Carmes
- Montée des Carmes-Déchaussés
- Place Carnot
- Rue du Président-Carnot
- Rue Carquillat
- Rue Joannès-Carret
- Rue Docteur-Carrier
- Rue de la Carrière
- Rue Carron
- Rue Carry
- Rue de la Cascade
- Boulevard des Casernes
- Rue Casimir-Périer
- Rue Cassefroide
- Avenue René-Cassin
- Quai Castellane
- Boulevard des Castors
- Rue de Castries
- Impasse Catelin
- Rue Catherine-Favre
- Rue Sainte-Catherine
- Rue Blanche-et-Georges-Caton
- Rue Cavenne
- Rue Paul-Cazeneuve
- Rue Cazenove
- Place des Célestins
- Quai des Célestins
- Rue des Célestins
- Rue J.-P. Cellard
- Rue Jeanne-Marie-Célu
- Rue Centrale
- Rue du Centre
- Rue Marcel-Cerdan
- Place César-Geoffray
- Rue de Chabrol
- Rue des Chaînes
- Rue Plasson et Chaize
- Port de Chalamont
- Rue Chalamont
- Impasse des Chalets
- Rue Chalier
- Rue Joseph-Chalier
- Rue de Chalon-sur-Saône
- Rue Chalopin
- Boulevard Chambaud-de-La-Bruyère
- Rue du Colonel-Chambonnet
- Avenue de Champagne
- Chemin de Champagneux
- Place Champfleuri
- Place Champ Fleuri
- Rue Symphorien Champier
- Rue de Champvert
- Montée de la Chana
- Rue des Chanées
- Montée du Change
- Place des Changes
- Place du Change
- Pont du Change
- Rue Chanteclair
- Rue Chanu
- Rue Doyen-Georges-Chapas
- Rue du Chapeau-Rouge
- Rue du Chapeau-Rouge
- Rue des Quatre-Chapeaux
- Rue des Chapeliers
- Rue de la Chapellerie
- Rue Chapiron
- Rue Chaponnay
- Rue Chappet
- Impasse Charavet
- Rue Charbon-Blanc
- Chemin des Charbottes
- Rue du Commandant-Charcot
- Rue Antoine-Charial
- Rue du Chariot-d'Or
- Place de la Charité
- Quai de la Charité
- Rue de la Charité
- Cours Charlemagne
- Place Charles-Béraudier
- Rue Charles-Dullin
- Place Charles-Marie-Widor
- Rue Charles-Richard
- Pont Charles-X, voir pont Lafayette
- Rue Charlet
- Rue Charpenay
- Rue de Chartres
- Cours des Chartreux
- Impasse des Chartreux
- Place des Chartreux
- Rue des Chartreux
- Rue Clos-des-Chartreux
- Place du Château
- Place du Château
- Avenue du Château
- Avenue du Château
- Rue Chateaubriand
- Rue Chaumais
- Quai Chauveau
- Rue Chavanne
- Rue Chazay
- Montée des Chazeaux
- Rue Chazière
- Montée du Chemin-Neuf
- Chemin Vert
- Rue Paul-Chenavard
- Rue Henri-Chevalier
- Rue des Chevaucheurs
- Rue Chevillard
- Rue de la Chèvrerie
- Rue Chevreul
- Rue du Père Chevrier
- Rue Childebert
- Rue Chinard
- Impasse Chomel
- Impasse de Choulans
- Montée de Choulans
- Place de Choulans
- Allée Christine-Pascal
- Pont Winston-Churchill
- Rue du Cimetière
- Impasse des Cinq
- Impasse de la Citadelle
- Rue de la Citadelle
- Rue de la Cité
- Rue de la Cité-Part-Dieu
- Rue de la Claire
- Rue Clair-Tisseur
- Quai Claude-Bernard
- Rue Claude-Debussy
- Rue Claude-Farrère
- Passage Claude-Louis-Perret
- Rue Claude-Joseph-Bonnet
- Rue Claude-le-Laboureur
- Rue Claude-Rampon
- Rue Claude-Violet
- Rue Claudia
- Rue Claudius-Collonge
- Rue Claudius-Penet
- Rue Claudius-Pionchon
- Rue Clavière
- Rue Cléberg
- Pont Clemenceau
- Rue Clément-Marot
- Rue de Clermont
- Place Cloître-de-Fourvière
- Rue Clos-des-Chartreux
- Rue Clos-Flandrin
- Petite rue Clos-Riondel
- Rue Clos-Suiphon
- Rue Clotilde-Bizolon
- Rue Coignet
- Place de Coille
- Place de Coilly
- Place Colbert
- Rue Colette
- Rue Aimé-Collomb
- Passerelle du Collège
- Rue Sainte-Colombe
- Chemin du Colombier
- Rue du Colombier
- Rue des Colonies
- Rue des Quatre-Colonnes
- Chemin de Combe-Blanche
- Rue Saint-Côme
- Place de la Comédie
- Place Commandant-Arnaud
- Rue Commandant-Caroline-Aigle
- Rue Commandant-Charcot
- Rue Commandant-Dubois
- Rue Commandant-Faurax
- Rue Commandant-Fuzier
- Rue Commandant-Marchand
- Place de la Commanderie
- Rue de le Commanderie
- Rue Commarmot
- Quai du Commerce
- Rue du Commerce
- Place Édouard-Commette
- Place Compère
- Rue Auguste-Comte
- Passage Comtois
- Pont du Concert, voir pont Lafayette
- Rue de la Conciergerie
- Rue de Condé
- Rue du Confalon
- Place Confort
- Rue Confort
- Rue Constant
- Rue Constantine
- Place du Consulat
- Chemin des Contrebandiers
- Rue de la Convention
- Montée Coquillat
- Rue des Coquilles
- Place des Cordeliers
- Rue de la Corderie
- Rue des Docteurs-Cordier
- Rue Cordière
- Rue Corne-de-Cerf
- Rue Pierre-Corneille
- Rue de la Corniche
- Passage Coste
- Rue Gaston-Cotte
- Rue Cottin
- Rue du Pont-Cotton
- Allée Pierre-de-Coubertin
- Rue Coudée
- Passage Couderc
- Quai Jules-Courmont
- Grand Cours
- Petit Cours
- Place Ambroise-Courtois
- Rue Coustou
- Rue Jean-Baptiste-Couty
- Rue Couverte
- Rue Coysevox
- Rue de la Crèche
- Rue de Crémieu
- Rue Crépet
- Rue de Créqui
- Esplanade Lina-Crétet
- Rue Creuzet
- Rue Crillon
- Rue de Crimée
- Chemin Croix-Barret
- Rue Croix-Barret
- Place Croix-de-Buéry
- Place de la Croix-de-Bois
- Rue Croix-de-Bois
- Place Croix-de-Colle
- Place Croix-d'Escolles
- Place Croix-du-Griffon
- Rue Croix-Jordan
- Chemin de la Croix-Mathon
- Chemin de Croix-Morlon
- Chemin de Croix-Morlon-à-Saint-Alban
- Place de la Croix-de-Rampeaux
- Place Croix-Paquet
- Boulevard de la Croix-Rousse
- Grande rue de la Croix-Rousse
- Place de la Croix-Rousse
- Place des Pénitents-de-la-Croix
- Rue de Cronstadt
- Rue des Cuirassiers
- Petite rue de Cuire
- Rue de Cuire
- Chemin des Culattes
- Rue des Culattes
- Impasse du Cumin
- Rue Joliot-Curie
- Rue Curtelin
- Rue Cuvier
- Passage Cuzin
- Rue Cuzin
- Rue de Saint-Cyr
- Rue Cyrano

## D
- Haut – A
- B
- C
- D
- E
- F
- G
- H
- I
- J
- K
- L
- M
- N
- O
- P
- Q
- R
- S
- T
- U
- V
- W
- X
- Y
- Z

- Rue des Dahlias
- Rue Dangon
- Rue Danielle-Faÿnel-Duclos
- Rue Louis-Dansart
- Place Danton
- Rue Danton
- Quai Dauphin
- Quai du Dauphin
- Rue François-Dauphin
- Rue du Dauphiné
- Rue David
- Rue David-Girin
- Rue du Petit-David
- Chemin Debourg
- Avenue Debourg
- Avenue Debrousse
- Rue Claude-Debussy
- Impasse Décheneaux
- Place Decollez
- Rue Delandine
- Rue Pierre-Delore
- Rue Delorme
- Chemin de la Demi-Lune
- Rue de la Démocratie
- Rue Denfert-Rochereau
- Rue Denuzière
- Rue Desaix
- Rue Désargues
- Rue Deschazelles
- Montée de la Déserte
- Passage de la Déserte
- Place de la Déserte
- Rue Desgranges
- Rue Désirée
- Rue Desjardins
- Rue Desparmet-Jean
- Chemin des Deux-amants
- Rue des Deux-Amants
- Rue des Deux-Angles
- Rue des Deux-Cousins
- Rue des Deux-Maisons
- Rue des Deux-Places
- Impasse Devic
- Rue du Diapason
- Rue Diderot
- Place Saint-Didier
- Rue Saint-Dié
- Rue Laure-Diebold
- Rue de Dijon
- Rue des Docks
- Rue du Docteur-Albéric-Pont
- Rue Docteur-Augros
- Rue du Docteur-Crestin
- Rue du Docteur-Edmond-Locard
- Rue du Docteur-Horand
- Rue du Docteur-Paul-Diday
- Rue du Docteur-Raffin
- Rue du Docteur-Rebatel
- Rue du Docteur-Salvat
- Rue du Docteur-Vaillant
- Rue des Docteurs-Cordier
- Rue de Dole
- Rue Domer
- Rue Dominique-Perfetti
- Rue Domrémy
- Passage Donat
- Rue Donnée
- Rue Dorée
- Place de l'Ancienne-Douane
- Avenue Douaumont
- Rue Doyen-Georges-Chapas
- Avenue du Doyenné
- Rue Joannès-Drevet
- Place de la Draperie
- Rue Gilbert-Dru
- Rue Dubois
- Boulevard de la Duchère
- Impasse de la Duchère
- Rue Danielle-Faÿnel-Duclos
- Rue Dugas-Montbel
- Passage Duguesclin
- Rue Duguesclin
- Rue Duhamel
- Rue Dumas
- Place Dumas-de-Loire
- Passage Dumont
- Rue Dumont
- Rue Dumont-d'Urville
- Rue Dumenge
- Rue Dumoulin
- Rue Dunoir
- Rue Duphot
- Place Paul-Duquaire
- Rue Duquesne
- Rue Dussaussoy
- Rue Duviard
- Rue Julien-Duvivier
- Rue Paul-Duvivier

## E
- Haut – A
- B
- C
- D
- E
- F
- G
- H
- I
- J
- K
- L
- M
- N
- O
- P
- Q
- R
- S
- T
- U
- V
- W
- X
- Y
- Z

- Rue des Échevins
- Rue des Écloisons
- Rue des Écoles
- Rue des Écoles
- Rue Écorchebœuf
- Rue Écorche Bœuf
- Avenue d'Écully
- Place Edgar-Quinet
- Rue du Président-Édouard-Herriot
- Rue Édouard-Millaud
- Rue du Docteur-Edmond-Locard
- Rue de l'Effort
- Rue d'Égypte
- Chemin Élie-Paris
- Rue du Capitaine-Élisabeth-Bosseli
- Rue Sainte-Élisabeth
- Rue Mère-Élisabeth-Rivet
- Rue Saint-Éloi
- Rue de l'Émancipation
- Chemin des Émeraudes
- Rue des Émeraudes
- Rue Émile-Combes
- Rue Émile-Duployé
- Rue Émile-Zola
- Boulevard de l'Empereur
- Rue de l'Enfance
- Rue de l'Enfant-qui-Pisse
- Rue des Bons-Enfants
- Rue des Trois-Enfants
- Petite rue d'Enfer
- Rue de l'Enfer
- Rue d'Enfer
- Rue d'Enghien
- Rue des Entrepôts
- Rue de l'Épargne
- Rue de l'Épée
- Rue de l'Épicerie
- Montée des Épies
- Ruette neuve Trois-Épies
- Rue de l'Épine
- Place Croix-d'Escolles
- Place Escoilles
- Place de l'Espérance
- Rue de l'Espérance
- Rue du Saint-Esprit
- Avenue Esquirol
- Montée des Esses
- Rue d'Essling
- Rue de l'Est
- Rue des Establiers
- Rue des Estrées
- Boulevard des États-Unis
- Chemin de l'Étang
- Rue du Palais-d'Été
- Rue de l'Éternité
- Rue Étienne
- Rue Étienne-Dolet
- Rue Étienne-Jayet
- Rue Étienne-Richerand
- Rue Étienne-Rognon
- Quai des Étroits
- Rue des Étroits
- Rue des Étuves
- Rue Saint-Eucher
- Boulevard Eugène-Deruelle
- Rue Eugène-Pons
- Rue Eugène-Pottier
- Place Eugène-Wernert
- Cours Eugénie
- Rue Eugénie-Brazier
- Allée Eugénie-Niboyet
- Rue Saint-Eusèbe
- Allée Évelyne-Pisier
- Rue Eynard

## F
- Haut – A
- B
- C
- D
- E
- F
- G
- H
- I
- J
- K
- L
- M
- N
- O
- P
- Q
- R
- S
- T
- U
- V
- W
- X
- Y
- Z

- Rue Jean-Fabre
- Rue Famille-Arcelin[3]
- Rue de la Grande-Famille
- Rue des Fanges
- Rue des Fantasques
- Boulevard Yves-Farge
- Rue des Farges
- Rue Fargiis
- Rue Jean-Fauconnet
- Impasse Faugier
- Passage Faugier
- Rue du Commandant-Faurax
- Rue Danielle-Faÿnel-Duclos
- Avenue Félix-Faure
- Rue Félix-Jacquier
- Chemin de la Favorite
- Rue de la Favorite
- Boulevard Jules-Favre
- Place de la Fédération
- Rue Félissent
- Rue Félix
- Rue Félix Rollet
- Rue Fénelon
- Place Ferber
- Esplanade Fernand-Rude (esplanade de la Grande-Côte)
- Rue Ferrachat
- Rue Ferrandière
- Place de la Ferrandière
- Rue Francisco-Ferrer
- Place Jules-Ferry
- Grande rue des Feuillants
- Petite rue des Feuillants
- Chemin Feuillat
- Passage Feuillat
- Place Feuillat
- Rue Feuillat
- Place de la Feuillée
- Pont la Feuillée
- Rue Saint-Fiacre
- Place du Fil
- Rue du Premier-Film
- Quai Fillion
- Rue Maurice-Flandin
- Rue de Flandre
- Rue Alexander-Flemming
- Impasse Flesselles
- Rue de Flesselles
- Rue de Fleurieu
- Avenue du Maréchal-Foch
- Rue Foireuse
- Impasse du Fond
- Rue de la Fontaine
- Rue de la Fonteine
- Escalier de Fonturbane
- Rue des Forces
- Place du Forez
- Rue las Forghes
- Rue Victor-Fort
- Chemin du Fort-Saint-Irénée
- Rue du Fort-Saint-Irénée
- Rue de Fos-sur-Mer
- Rue des Fossés
- Rue des Fossés-de-Trion
- Chemin du Four-à-Chaux
- Rue du Four-à-Chaux
- Rue des Fouettés
- Rue Fournet
- Montée de Fourvière
- Place de Fourvière
- Passage France-Péjot[3]
- Rue Francisco-Ferrer
- Place Francisque-Regaud
- Place François-Bertras
- Rue François-Dauphin
- Rue François-Garcin
- Rue François-Genin
- Place Père-François-Varillon
- Rue François-Vernay
- Rue Françoise-Sagan
- Rue Franklin
- Rue de la Fraternelle
- Rue Simon-Frid
- Place Friperie-Brûlée
- Rue des Fripiers
- Place de la Fromagerie
- Rue de la Fromagerie
- Rue de la Fronde
- Rue Saint-Fulbert
- Quai Fulchiron
- Rue de la Fusterie

## G
- Haut – A
- B
- C
- D
- E
- F
- G
- H
- I
- J
- K
- L
- M
- N
- O
- P
- Q
- R
- S
- T
- U
- V
- W
- X
- Y
- Z

- Rue Gabillot
- Place Gabriel-Péri
- Place Gabriel-Rambaud
- Rue Marcel-Gabriel-Rivière
- Rue de Gadagne
- Quai du Docteur-Gailleton
- Place Gailleton
- Rue Gaillot
- Rue Puits-Gaillot
- Rue de la Gaîté
- Rue Galland
- Pont Gallieni
- Rue Galtier
- Cours Gambetta
- Rue Gandolière
- Rue Ganivet
- Chemin de la Garde
- Quai de la Gare
- Quai de la Gare-d'Eau
- Rue de la Garenne
- Rue du Garet
- Rue François-Garcin
- Rue Garibaldi
- Montée du Garillan
- Avenue Tony-Garnier
- Rue Louis-Garrand
- Rue Gaspard-André
- Rue Gasparin
- Rue Pré-Gaudry
- Quai Charles-de-Gaulle
- Rue Gautherets-en-Terraille
- Passage Gay
- Rue du Gazomètre
- Route de Genas
- Rue Général-André
- Place du Général-Brosset
- Rue du Général-Brulard
- Rue Général-de-Luzy
- Avenue du Général-Frère
- Cours du Général-Giraud
- Rue Général-Girodon
- Rue Général-Miribel
- Rue du Général-Mouton-Duvernet
- Rue Général-Plessier
- Quai du Général-Sarrail
- Rue de Genève
- Rue François-Genin
- Rue des Génovéfains
- Rue Sainte-Geneviève
- Place Gensoul
- Rue Gentil
- Place César-Geoffray
- Rue Georges-Gouy
- Montée Georges-Kubler
- Place Georges-Mattelon
- Rue Saint-Georges
- Place Saint-Georges
- Rue Blanche-et-Georges-Caton
- Rue Doyen-Georges-Chapas
- Rue Mottet-de-Gérando
- Rue de la Gerbe
- Rue Gérente
- Chemin de Gerland
- Impasse Gerland
- Rue de Gerland
- Rue du Cardinal-Gerlier
- Rue Germain
- Rue Germain-David
- Rue Henri-Germain
- Place Gerson
- Rue Saint-Gervais
- Rue Gigodot
- Rue Gilgain
- Rue Gilibert
- Quai Joseph-Gillet
- Rue du Lieutenant-Colonel-Girard
- Rue Girié
- Place Gisèle Halimi
- Rue de la Glacière
- Passage des Gloriettes
- Petite rue des Gloriettes
- Rue des Gloriettes
- Rue Justin-Godart
- Rue Godefroy
- Rue Godinot
- Passage Gonin
- Rue Marius-Gonin
- Impasse Gord
- Impasse Gorge-de-Loup
- Rue Gorge-de-Loup
- Rue Gorge-de-Loup
- Rue Henri-Gorjus
- Chemin du Goulet
- Rue Georges-Gouy
- Montée de la Grande-Côte
- Grande-Côte Saint-Sébastien
- Rue de la Grande-Famille
- Rue de la Grange
- Montée du Gourguillon
- Treyve-du-Grouguillon
- Place du Gouvernement
- Impasse du Grand-Bichet
- Rue Grand-Palais
- Grande Allée
- Avenue de Grande-Bretagne
- Montée de la Grande-Côte
- Chemin de Grange-Rouge
- Rue Grataloup
- Montée de Gratte-cul
- Rue de la Gravière
- Montée du Greillon
- Rue Grenette
- Rue de la Grenette
- Rue Basse-Grenette
- Chemin des Grenouilles
- Place Grenouille
- Rue du Griffon
- Place Croix-du-Griffon
- Rue Neuve-du-Grifon
- Rue Grillet
- Rue Grobon
- Rue Grognard
- Rue Grôlée
- Place Grolier
- Rue des Grosses-Têtes
- Rue Sébastien-Gryphe
- Place Guichard
- Rue Guillaume-Paradin
- Rue Guillaume-Pipet
- Passage Guillermier
- Quai de La Guillotière
- Grande rue de La Guillotière
- Pont de la Guillotière
- Rue du Musée-Guimet
- Rue Guitton
- Rue Guy
- Rue Guynemer

## H
- Haut – A
- B
- C
- D
- E
- F
- G
- H
- I
- J
- K
- L
- M
- N
- O
- P
- Q
- R
- S
- T
- U
- V
- W
- X
- Y
- Z

- Quai d'Halincourt
- Rue Verlet-Hanus
- Rue des Harangères
- Passage des Hauts-de-Saint-Just
- Rue Sainte-Hélène
- Place d'Helvétie
- Rue Hénon
- Rue Henri
- Place Henri
- Place Henri-Barbusse
- Rue Henri-Dor
- Rue Henri-Gorjus
- Rue Henri-Lafoy
- Place Henri-IV
- Rue Henri-IV
- Allée Henriette
- Rue Henriette
- Place de l'Herberie
- Cours d'Herbouville
- Chemin des Hérideaux
- Rue des Hérideaux
- Rue Hermann-Sabran
- Rue du Président-Édouard-Herriot
- Rue des Hestres
- Place de l'Hippodrome
- Rue Hippolyte-Flandrin
- Quai Hippolyte-Jaÿr
- Boulevard des Hirondelles
- Montée Hoche
- Passerelle de l'Homme-de-la-Roche
- Place de l'Homme-de-la-Roche
- Place de l'Hôpital
- Quai de l'Hôpital
- Rue de l'Hôpital
- Impasse de l'Horloge
- Rue de l'Hospice-des-Vieillards
- Passage de l'Hôtel-Dieu
- Rue de l'Hôtel-de-Ville
- Rue Hrant-Dink
- Impasse Victor-Hugo
- Rue Victor-Hugo
- Rue Louis-Hugonnencq
- Quai Humbert
- Rue de l'Humilité

## I
- Haut – A
- B
- C
- D
- E
- F
- G
- H
- I
- J
- K
- L
- M
- N
- O
- P
- Q
- R
- S
- T
- U
- V
- W
- X
- Y
- Z

- Passage Igre
- Pont de l'Île Barbe
- Chemin des Îles-de-l'Archevêque
- Rue Imbert-Colomès
- Place de l'Impératrice
- Rue de l'Impératrice
- Quai du Prince-Impérial
- Place Impériale
- Rue Impériale
- Place Saint-Irénée
- Rue Saint-Irénée
- Rue d'Iseré
- Rue Saint-Isidore
- Allée d'Italie
- Rue d'Ivry

## J
- Haut – A
- B
- C
- D
- E
- F
- G
- H
- I
- J
- K
- L
- M
- N
- O
- P
- Q
- R
- S
- T
- U
- V
- W
- X
- Y
- Z

- Rue Jaboulay
- Place des Jacobins
- Rue Jacquard
- Rue Jacques-Moyron
- Rue Jacques-Stella
- Place Jacques-Truphémus
- Place Saint-Jacques
- Rue Jean-Jacques-de-Boissieu
- Rue Simon-Jallade
- Square Janmot
- Rue Jangot
- Rue Janin
- Rue du Jardin-des-Plantes
- Rue Jarente
- Rue Pauline-Marie-Jaricot
- Rue Louis-Jasseron
- Rue du Manteau-Jaune
- Quai Jaÿr
- Place Saint-Jean
- Rue Saint-Jean
- Rue Jean-Broquin
- Rue Jean-Carriès
- Rue Jean-Fauconnet
- Rue Jean-Jacques-de-Boissieu
- Avenue Jean-Jaurès
- Place Jean-Jaurès
- Rue Jean-Novel
- Rue Jean-Quitout
- Rue Jean Pierre Lévy
- Rue Jean-Prévost
- Rue Jean Renoir
- Rue Jean-Revel
- Rue Jean-de-Tournes
- Rue Jean-Vallier
- Boulevard Jean-XXIII
- Rue Jeanne-d'Arc
- Square Jérôme-Bererd
- Rue Jérôme-Dulaar
- Rue Saint-Jérôme
- Rue de Jérusalem
- Rue Joannès-Drevet
- Avenue Joannès Masset
- Quai du Maréchal-Joffre
- Quai de Joinville
- Rue Joliot-Curie
- Rue Jolivet
- Chemin de Josaphat
- Rue Joseph-Chalier
- Quai Joseph-Gillet
- Rue Joseph-Serlin
- Rue Claude-Joseph-Bonnet
- Rue Saint-Joseph
- Rue Joséphin-Soulary
- Rue Jouffroy-d'Abbans
- Avenue du Point-du-Jour
- Rue du Juge-de-Paix
- Rue des Juges-de-Paix
- Rue des Juifs
- Pont Maréchal-Juin
- Rue des Juis
- Rue Juiverie
- Quai Jules-Courmont
- Rue Jules-Froment
- Rue Jules-Verne
- Rue Julie
- Rue Jean-Julien
- Rue Julien
- Place Juliette-Récamier
- Rue Juliette-Récamier
- Rue Jussieu
- Square Jussieu
- Place Saint-Just
- Passage des Hauts-de-Saint-Just
- Rue Justin-Godart
- Rue Louis-Juttet
- Place Antonin-Jutard

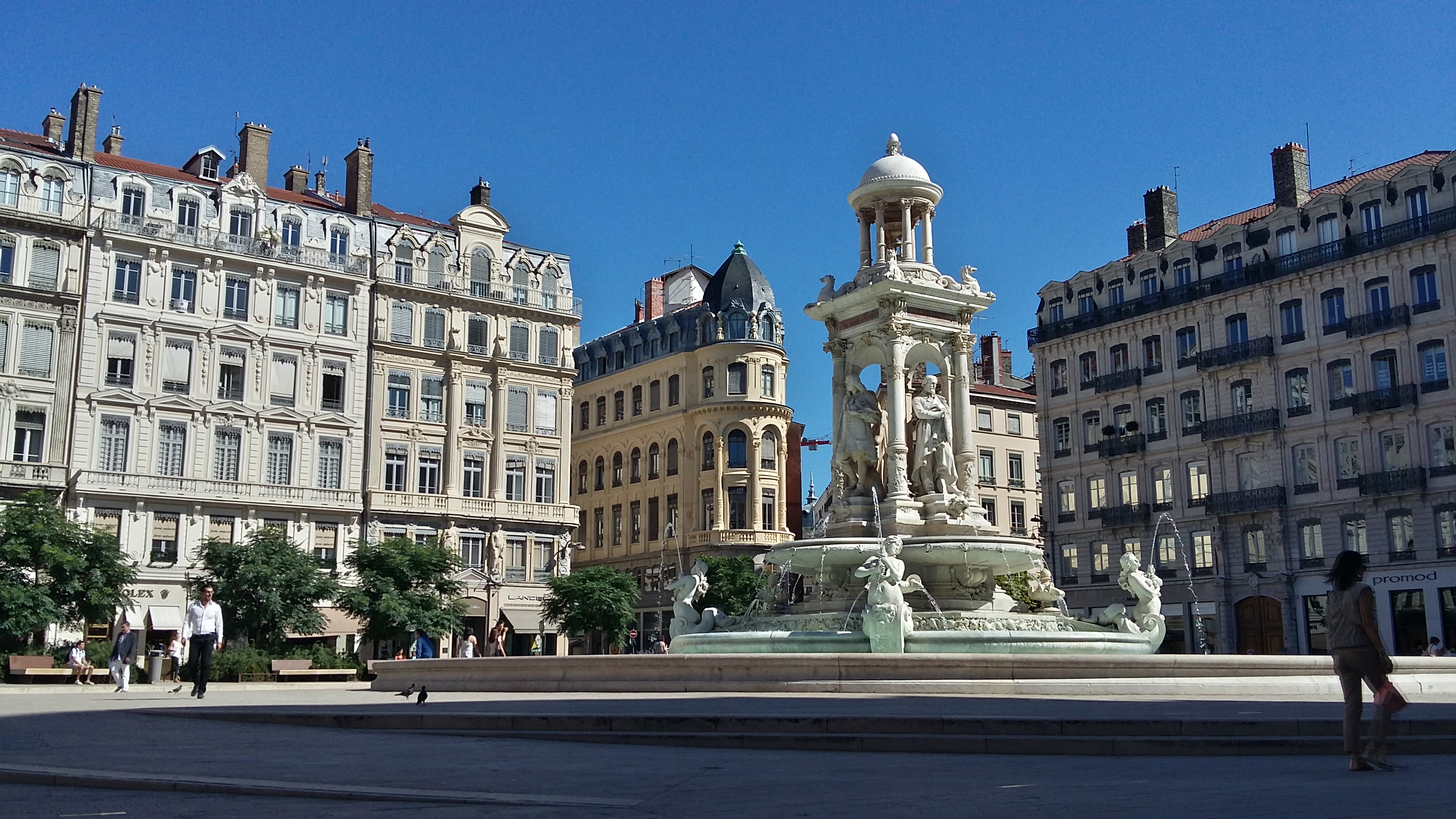
Place des Jacobins.
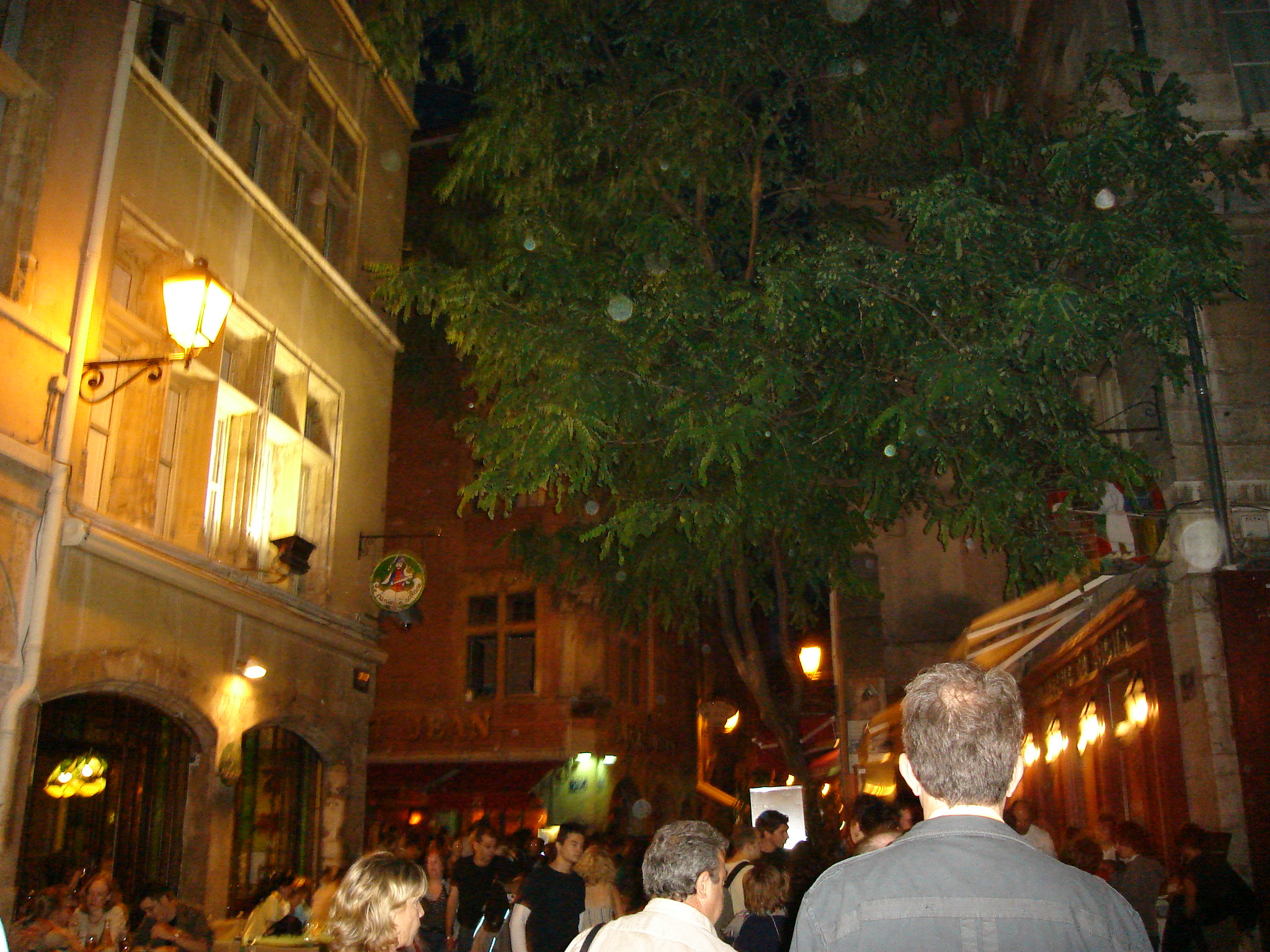
La rue Saint-Jean de nuit.
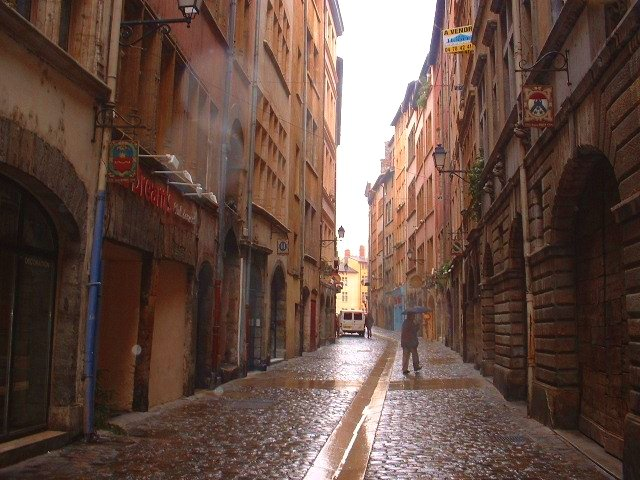
Rue Juiverie.

## K
- Haut – A
- B
- C
- D
- E
- F
- G
- H
- I
- J
- K
- L
- M
- N
- O
- P
- Q
- R
- S
- T
- U
- V
- W
- X
- Y
- Z

- Rue Oum-Kalthoum
- Pont Kitchener-Marchand
- Place Kimmerling
- Rue Kimmerling
- Place Kléber
- Rue Jeanne-Koehler
- Pont Kœnig
- Rue du Président-Kruger
- Montée Georges-Kubler

## L

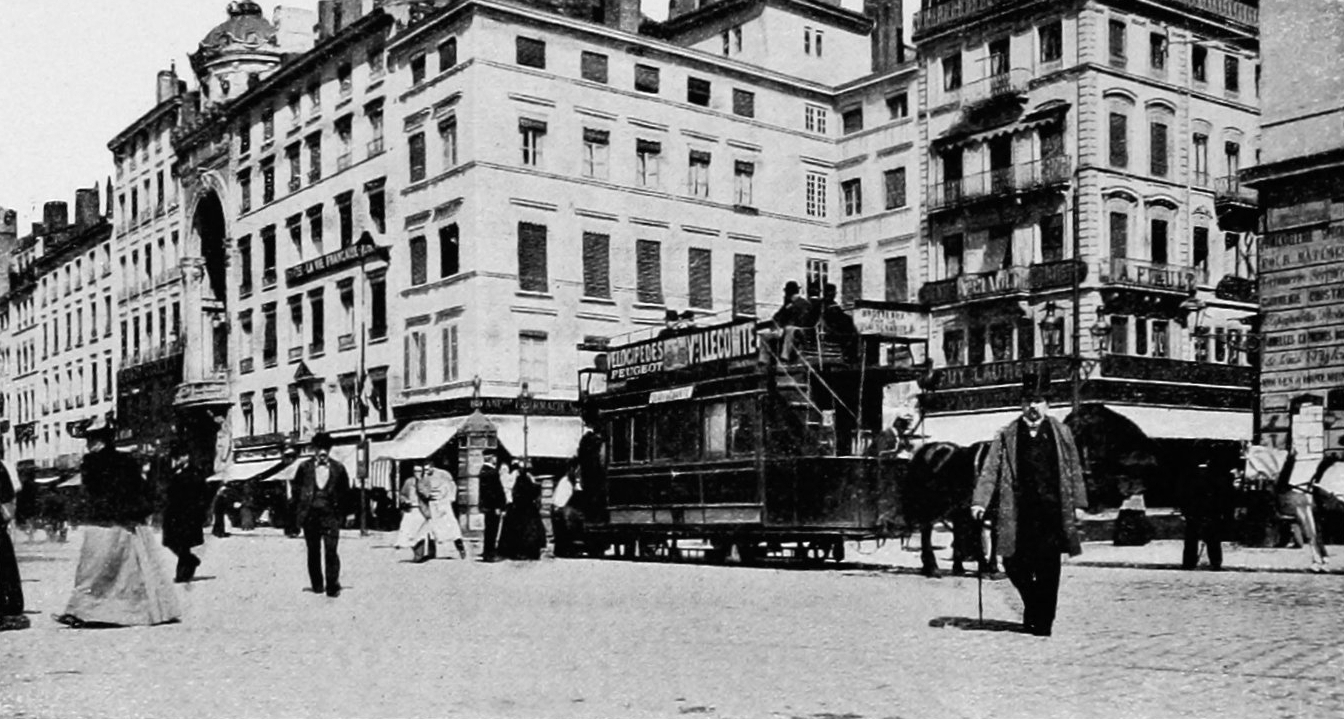
Place Le Viste vers 1900.

- Haut – A
- B
- C
- D
- E
- F
- G
- H
- I
- J
- K
- L
- M
- N
- O
- P
- Q
- R
- S
- T
- U
- V
- W
- X
- Y
- Z

- Rue Claude-le-Laboureur
- Rue du Lac
- Avenue Lacassagne
- Rue Henri-Lachieze-Rey
- Cours Lafayette
- Pont Lafayette
- Rue Lafont
- Rue Lainerie
- Rue Lalande
- Passage Lamure
- Montée de Lange
- Montée Nicolas-de-Lange
- Rue Lanterne
- Rue Laporte
- Quai André-Lassagne
- Rue Lassalle
- Rue Philippe-de-Lassalle
- Pont de Lattre-de-Tassigny
- Rue Laurencin
- Rue Laurent-Mourguet
- Rue Monseigneur-Lavarenne
- Rue Lebrun
- Avenue Leclerc
- Rue Lemot
- Rue Marie-Anne-Leroudier
- Rue Le Royer
- Place Le Viste
- Cours de la Liberté
- Place de la Liberté
- Rue Lieutenant-Colonel-Prévôt
- Montée Lieutenant-Allouche
- Place Lieutenant-Morel
- Rue de la Limace
- Esplanade Lina-Crétet
- Rue du Docteur-Edmond-Locard
- Allée de Lodz
- Rue de la Loge
- Rue de la Lône
- Rue Longefer
- Petite rue Longue
- Rue Longue
- Rue de Lorette
- Rue Lortet
- Place Louis-XVI
- Place Louis-XVIII
- Rue Louis-Blanc
- Rue Louis-Carrand
- Rue Louis Guérin
- Place Louis-le-Grand
- Rue Louis-Hugonnencq
- Rue Louis-Juttet
- Rue Louis-Loucheur
- Place Louis-Napoléon
- Place Louis-Pradel
- Rue Louis-Thévenet
- Rue Louis-Tixier
- Rue Louis-Vitet
- Rue Saint-Louis
- Place Saint-Louis
- Passage Claude-Louis-Perret
- Rue Louise
- Montée de Loyasse
- Rue Luert
- Rue Luizerne
- Avenue des Frères-Lumière
- Rue de la Lune
- Place du Maréchal-Lyautey
- Rue de Lyon
- Place de Lyon

## M
- Haut – A
- B
- C
- D
- E
- F
- G
- H
- I
- J
- K
- L
- M
- N
- O
- P
- Q
- R
- S
- T
- U
- V
- W
- X
- Y
- Z

- Rue des Macchabées
- Place Jean-Macé
- Rue de la Madeleine
- Rue Magneval
- Rue Philomène-Magnin
- Rue du Mail
- Rue Maisiat
- Rue Major-Martin
- Chemin de la Maladière
- Impasse de la Maladière
- Rue Malconseil
- Rue Malesherbes
- Rue Malibran
- Impasse Mallen
- Rue Hector-Malot
- Rue Malpertuis
- Rue Mandelot
- Chemin du Manteau-Jaune
- Rue du Manteau-Jaune
- Rue Marc-Antoine-Petit
- Rue Marceau
- Place Marcel-Bertone
- Rue Marcel-Cerdan
- Rue Marcel-Gabriel-Rivière
- Rue Saint-Marcel

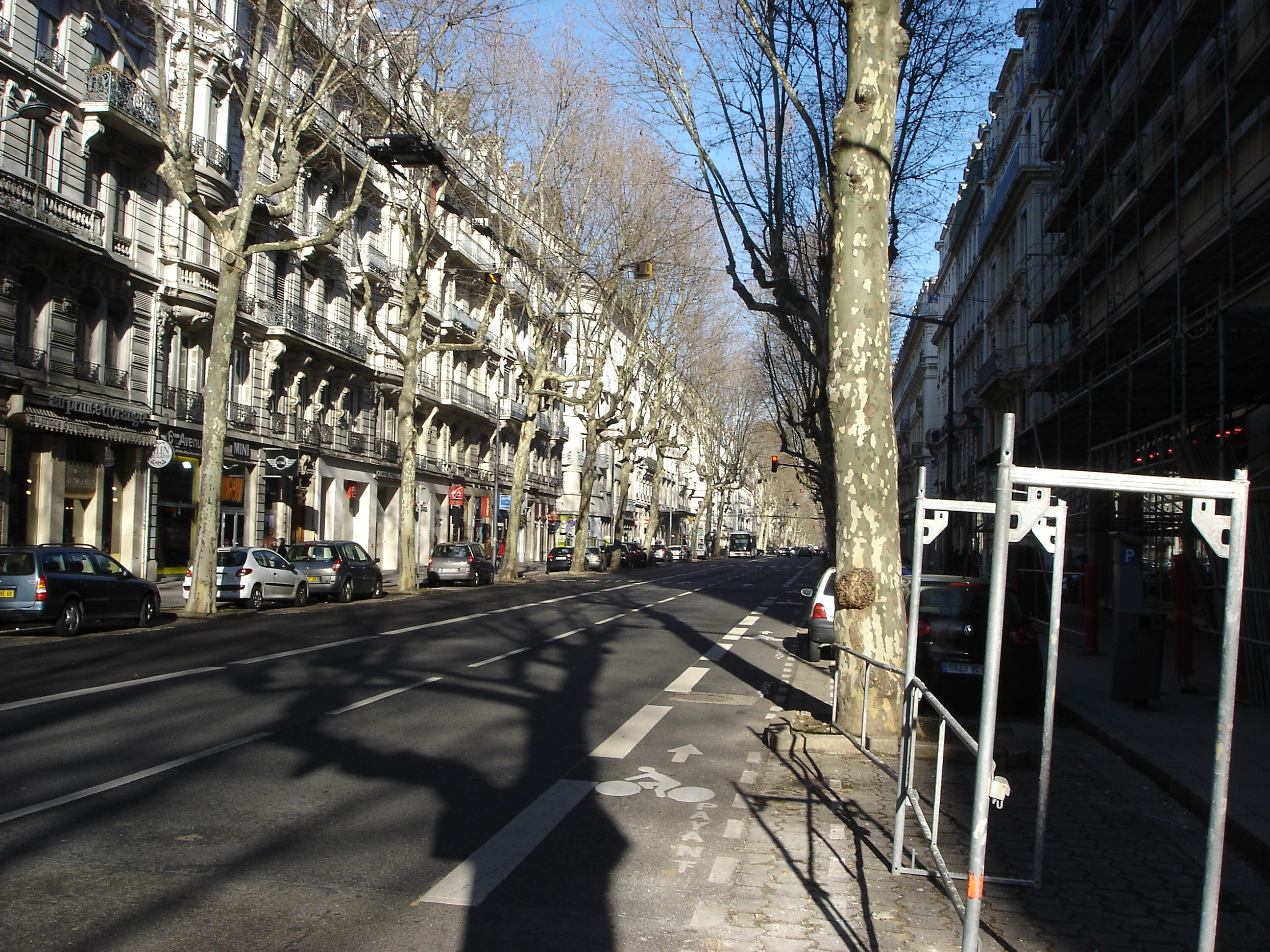
Avenue du Maréchal-Foch
- Quai du Maréchal-Joffre
- Avenue du Maréchal-de-Saxe
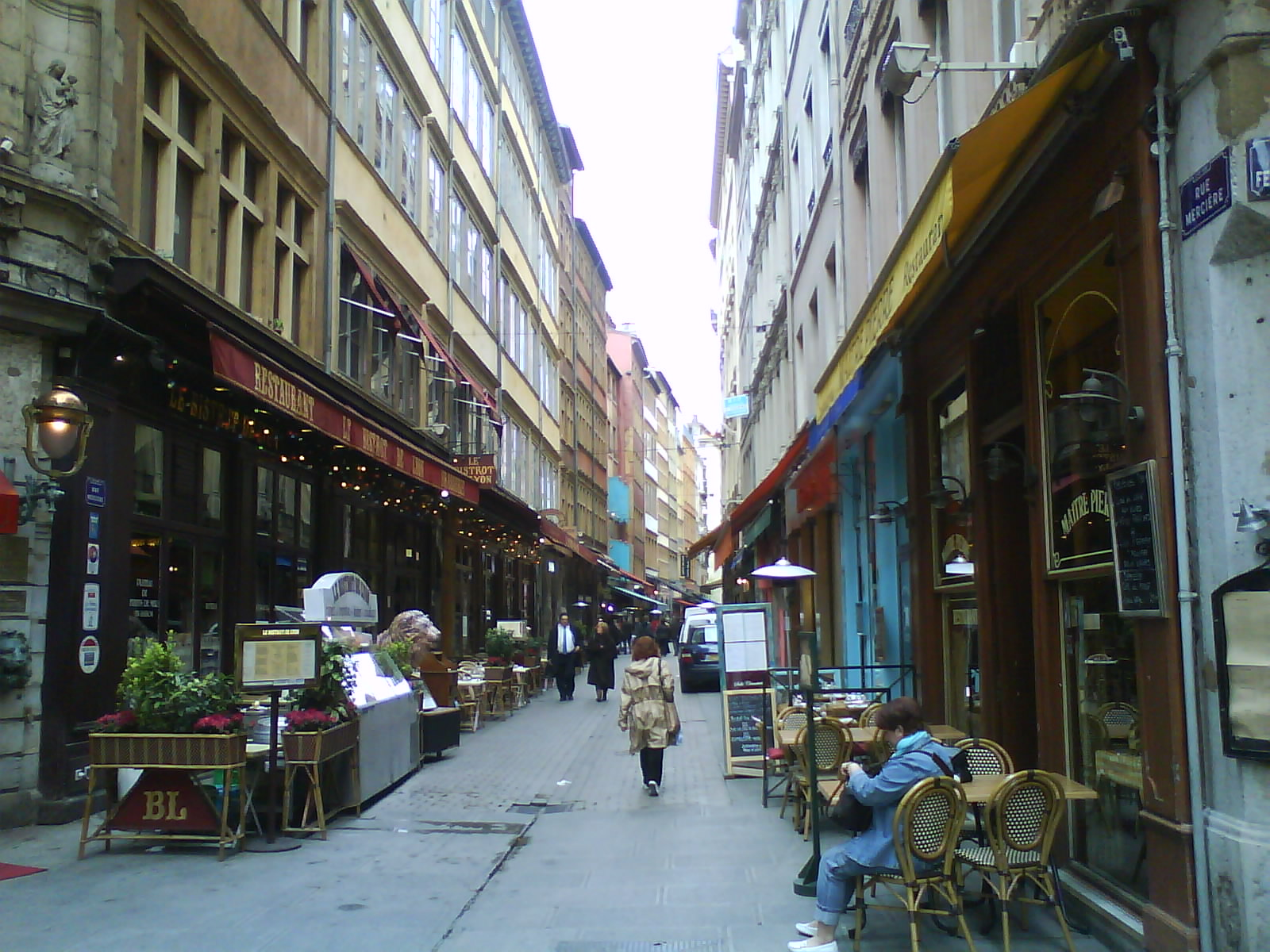
Rue Villebois-Mareuil
- Rue Marie-Anne-Leroudier
- Rue Pauline-Marie-Jaricot
- Rue Marietton
- Rue Marius-Gonin
- Allée des Marronniers
- Rue des Marronniers
- Rue de Marseille
- Rue Martin
- Rue Martin
- Rue Major-Martin
- Rue de la Martinière
- Rue Benoist-Mary
- Allée Maryam-Mirzakhani
- Pont Masaryk
- Passage Mas
- Rue Masaryck
- Rue Mascrany
- Rue Masséna
- Rue Masson
- Rue Masson
- Impasse Matafalon
- Place Georges-Mattelon
- Rue Maudicte
- Rue Maudite
- Rue Maurice
- Rue Maurico
- Rue Mazard
- Rue Mazenod
- Place Meissonnier
- Place Pierre-Mendès-France
- Passage Ménétrier
- Avenue de Ménival
- Rue Mercière
- Rue Mère-Élisabeth-Rivet
- Place du Méridien
- Rue Marcel-Mérieux
- Boulevard Marius-Vivier-Merle
- Passage Mermet
- Avenue Jean-Mermoz
- Boulevard Vivier-Merle
- Impasse Mesmer
- Rue de la Métallurgie
- Passage Meynis
- Rue Meynis
- Rue Michel-Perret
- Rue Paul-Michel-Perret
- Rue Michel-Rambaud
- Rue Michel-Servet
- Boulevard Édouard-Michelet
- Cours du Midi
- Impasse Midrié
- Rue du Milieu
- Rue Édouard-Millaud
- Place des Minimes
- Place de la Miséricorde
- Rue Misère
- Rue des Missionnaires
- Rue des Mobiles
- Rue des Moines
- Rue Molière
- Rue Moncey
- Rue Moncharmont
- Rue Sainte-Monique
- Rue de la Monnaie
- Place de Monplaisir
- Chemin de Monplaisir-à-l'Asile-d'Aliénés
- Rue Monseigneur-Lavarenne
- Chemin de Montagny
- Rue de Montagny
- Chemin de Montauban
- Rue de Montauban
- Pont Montazet
- Rue Montbernard
- Chemin de Montbrilland
- Chemin de Montbrilland-Prolongé
- Rue de Montbrillant
- Rue du Mont-d'Or
- Passage Montgolfier
- Rue Montgolfier
- Rue de Montbrillant
- Rue Montebello
- Rue Montesquieu
- Chemin de Montessuy
- Chemin du Petit-Montessuy
- Montée du Mont-Sauvage
- Place de Montréal
- Rue Montriblo
- Chemin de Montribloud
- Rue Montribloud
- Rue de Montribloud
- Rue Paul-Montrochet
- Cours Morand
- Pont Morand
- Rue des Mosaïques
- Impasse Morel
- Place Lieutenant-Morel
- Place Morel
- Rue Morellet
- Place Toni-Morrison
- Rue Mortier
- Chemin de la Motte
- Rue Mottet-de-Gérando
- Chemin de la Mouche
- Rue Mouillard
- Quai Jean-Moulin
- Rue des Moulins
- Rue des Moulins-à-Vapeur
- Rue Mouton
- Rue de la Muette
- Ponts de la Mulatière
- Rue Mulet
- Impasse des Mûres
- Rue des Mûriers
- Rue du Musée
- Rue du Musée-Guimet
- Rue Musique-des-Anges

- Avenue du Maréchal-de-Saxe
- Rue Mercière

## N
- Haut – A
- B
- C
- D
- E
- F
- G
- H
- I
- J
- K
- L
- M
- N
- O
- P
- Q
- R
- S
- T
- U
- V
- W
- X
- Y
- Z

- Place Napoléon
- Place Louis-Napoléon
- Quai Napoléon
- Rue Nationale
- Rue de Nazareth
- Pont de Nemours
- Rue Nérard
- Place du Port-Neuf
- Rue Neuve
- Ruette Neuve
- Rue Neuve-du-Grifon
- Place Neuve-des-Carmes
- Rue Neuve-des-Carmes
- Rue Neuve-de-Confort
- Rue Neuve-de-la-Villardière
- Place Neuve-Saint-Jean
- Place du Port-Neuville
- Rue Neyret
- Montée Neyret
- Rue Niepce
- Rue Édouard-Nieuport
- Place Saint-Nisier
- Rue Nicolaï
- Rue Nivière-Chol
- Place Saint-Nizier
- Rue Saint-Nizier
- Avenue de Noailles
- Rue Noire
- Rue Nouaille
- Rue Noviale
- Rue des Noyers
- Rue des Noyers-Greffés
- Rue de Nuits

## O
- Haut – A
- B
- C
- D
- E
- F
- G
- H
- I
- J
- K
- L
- M
- N
- O
- P
- Q
- R
- S
- T
- U
- V
- W
- X
- Y
- Z

- Montée de l'Observance
- Rue des Oches
- Quai d'Occident
- Rue Octavio-Mey
- Rue de l'Ordre
- Rue de l'Oiseau-Blanc
- Rue de l'Oiselière
- Place Ollier
- Place de l'Olme
- Rue du Chariot-d'Or
- Rue des Orangères
- Quai d'Orléans
- Impasse de l'Ordre
- Rue Ornano
- Rue d'Ossaris
- Rue Oum-Kalthoum
- Rue de l'Ours
- Rue Ozanam

## P
- Haut – A
- B
- C
- D
- E
- F
- G
- H
- I
- J
- K
- L
- M
- N
- O
- P
- Q
- R
- S
- T
- U
- V
- W
- X
- Y
- Z

- Rue Pailleron
- Place de la Paix
- Rue de la Paix
- Rue de la Paix
- Rue de la Paix
- Rue de la Paix
- Rue du Palais
- Chemin du Palais-d'Été
- Rue du Palais-d'Été
- Rue Palais-Grillet
- Passerelle du Palais-de-Justice
- Pont du Palais-de-Justice
- Rue du Palais-de-Justice
- Rue de la Palme
- Place Padalaix
- Rue de l'Abbé-Papon
- Impasse Paquet-Mérel
- Place Croix-Paquet
- Rue Guillaume-Paradin
- Rue Paradis
- Allée du Parc
- Rue Pareille
- Rue du Parfait-Silence
- Chemin de Parilly-à-Saint-Alban
- Place de Paris
- Rue de Paris
- Rue Parmentier
- Boulevard de la Part-Dieu
- Allée Christine-Pascal
- Rue Pas-Étroit
- Rue des Passants
- Rue des Passants
- Rue Passet
- Pont Pasteur
- Rue Pasteur
- Rue du Bon-Pasteur
- Impasse Patay
- Rue du Professeur-Charles-Appleton
- Rue du Professeur-Florence
- Rue du Professeur-Grignard
- Rue du Professeur-Guérin
- Rue du Professeur-Jules-Nicolas
- Rue Professeur-Louis-Paufique
- Rue du Professeur-Patel
- Rue du Professeur-Paul-Sisley
- Rue Professeur-Ranvier
- Rue Professeur-René-Guillet
- Rue du Professeur-Rochaix
- Rue du Professeur-Weill
- Rue des Pattes
- Ruelle Pattier
- Rue Paul-Borel
- Rue Paul-Chenavard
- Rue Paul-Lintier
- Place Saint-Paul
- Rue Pauline-Marie-Jaricot
- Rue Sainte-Pauline
- Rue de Pazzi
- Quai de la Pêcherie
- Passage France-Péjot[3]
- Rue Pelletier
- Place des Pénitents-de-la-Croix
- Rue du Pensionnat
- Rue Pépin
- Rue de la Pépinière-Royale
- Place Père-François-Varillon
- Place des Pères
- Passage Pérénin
- Rue des Petits-Pères
- Place Gabriel-Péri
- Rue Dominique-Perfetti
- Rue Pernon
- Place Perrache
- Quai Perrache
- Passage Claude-Louis-Perret
- Rue Adélaïde-Perrin
- Place Antonin-Perrin
- Rue Perrod
- Montée du Perron
- Place du Perron
- Place du Petit-Change
- Place du Petit-Collège
- Rue du Petit-David
- Rue Petit-David
- Place Petit-Palais
- Rue Petit-Soulier
- Rue Marc-Antoine-Petit
- Chemin des Petites-Sœurs
- Rue des Petites-Sœurs
- Rue des Petits-Pères
- Rue Pet-Estroit
- Rue de Petestroit
- Rue Pétrequin
- Rue Petromarsal
- Rue Petro-Marsal
- Rue du Peuple
- Rue des Peupliers
- Rue du Peyrat
- Rue Phélypeaux
- Rue Philibert-Delorme
- Rue Philibert-Roussy
- Rue Philippe-de-la-Salle
- Rue Philippe-Gonnard
- Rue Philippeville
- Rue Philomène-Magnin
- Rue de la Pie
- Chemin de la Piémente
- Rue de la Piémente
- Pont de Pierre
- Rue Pierre-Blanc
- Rue Pierre-Corneille
- Allée Pierre-de-Coubertin
- Rue Pierre-Dupont
- Quai Pierre-Scize
- Rue Pierre-Termier
- Rue Pierre-Valdo
- Rue de la Pierre-Percée
- Rue Pierre-Verger
- Impasse des Pierres-Plantées
- Rue des Pierres-Plantées
- Place Saint-Pierre
- Rue Saint-Pierre
- Rue du Pont-de-Pierre
- Rue Pierrevive
- Rue Pierre-Vive
- Rue Piers-de-Fuer
- Rue Pomme-de-Pin
- Rue de la Tour-du-Pin
- Boulevard Pinel
- Avenue des Pins
- Rue de la Pionnière
- Rue Piperoux
- Rue Auguste-Pinton
- Rue Pisay
- Rue du Pisier
- Allée Évelyne-Pisier
- Rue Pisse-Truie
- Rue Pisseuse
- Impasse Pitrat
- Rue Pizay
- Petite rue Pizay
- Rue du Jardin-des-Plantes
- Île de Plantigny
- Rue du Plat
- Rue du Plat-d'Argent
- Place de la Platière
- Rue de la Platière
- Rue du Plâtre
- Rue Pléney
- Rue de Penthièvre
- Pont Raymond-Poincaré
- Avenue du Point-du-Jour
- Impasse du Point-du-Jour
- Place du Point-du-Jour
- Rue du Poirier-sans-pareil
- Rue Poivre
- Avenue Georges-Pompidou
- Rue Pomme-de-Pin
- Boulevard Pommerol
- Impasse Pommier
- Chemin des Pommières
- Rue des Pommières
- Place Antonin-Poncet
- Chemin des Poncettes-aux-Massus
- Rue Eugène-Pons
- Place du Pont
- Rue du Pont-de-Pierre
- Rue Port-au-Bois
- Rue Basse-du-Port-au-Bois
- Port de Chalamont
- Rue Port-Charlet
- Port Charlet
- Place du Port-Neuf
- Place du Port-Neuville
- Port de l'Occident
- Port du Roi
- Port Saint-Éloi
- Port du Temple
- Rue Port-du-Temple
- Rue Porte-Frau
- Rue Porte-Froc
- Rue Porte-Frot
- Place du Port-Neuf
- Place Port-Sablé
- Port Sablé
- Port du Sablet
- Place Port-Saint-Clair
- Rue Poterie
- Rue de la Poudrière
- Rue de la Poulaillerie
- Rue de la Poulaillerie-Saint-Nizier
- Rue de la Poulaillerie-Saint-Paul
- Rue Pouteau
- Place Louis-Pradel
- Place du Prado
- Rue Pravaz
- Chemin du Pré-Gaudry
- Impasse Pré-Gaudry
- Rue Pré-Gaudry
- Rue de Précy
- Rue de la Préfecture
- Rue des Prés
- Rue du Président-Édouard-Herriot
- Avenue Francis-de-Pressensé
- Rue des Prêtres
- Rue Jean-Prévost
- Quai du Prince-Impérial
- Chemin de la Princesse
- Rue Projetée-des-Tapis
- Rue de Provence
- Rue de Prunelle
- Rue du Puits-d'Ainay
- Rue Puits-Gaillot
- Rue Puits-Pelu
- Rue du Puitspelu
- Ruelle Punaise
- Place Puvis-de-Chavannes
- Rue Puy-du-Sel
- Rue de Puzy
- Rue de la Pyramide

## Q
- Haut – A
- B
- C
- D
- E
- F
- G
- H
- I
- J
- K
- L
- M
- N
- O
- P
- Q
- R
- S
- T
- U
- V
- W
- X
- Y
- Z

- Rue de la Quarantaine
- Viaduc de la Quarantaine
- Rue des Quatre-Chapeaux
- Rue Quatre-Colonnes
- Impasse des Quatre-Maisons
- Pont des Quatre-Vents
- Rue des Quatre-Vents
- Rue Quivogne

## R
- Haut – A
- B
- C
- D
- E
- F
- G
- H
- I
- J
- K
- L
- M
- N
- O
- P
- Q
- R
- S
- T
- U
- V
- W
- X
- Y
- Z

- Rue Rabelais
- Chemin Rachais
- Rue Rachais
- Rue Roger-Radisson
- Rue du Docteur-Rafin
- Rue Raisin
- Rue du Raisin
- Quai Rambaud
- Place Gabriel-Rambaud
- Rue Michel-Rambaud
- Chemin Rampon
- Rue Rampon
- Rue Raoul-Servant
- Place Raspail
- Rue Raspail
- Rue Rast-Maupas
- Chemin Rater
- Montée Rater
- Rue Raulin
- Rue Ravat
- Rue Rave
- Rue Ravez
- Rue Ravier
- Rue Ravier
- Rue Raymond
- Pont Raymond-Poincaré
- Rue Docteur-Rebatel
- Rue Juliette-Récamier
- Place Francisque-Regaud
- Rue Régnier
- Rue de la Reine
- Rue des Remparts-d'Ainay
- Rue Ernest-Renan
- Quai Bon-Rencontre
- Avenue René-Cassin
- Rue René-Leynaud
- Rue du Repos
- Place de la République
- Rue de la République
- Rue du Réservoir
- Rue Retro-Massac
- Rue Retro-Monetam
- Quai de Retz
- Rue du Rêve-d'Or
- Montée Rey
- Place Rhodiacéta
- Rue de Riard
- Rue Riboud
- Passage Richan
- Rue Richan
- Cours Richard-Vitton
- Rue de la Rigaudière
- Rue Rivet
- Rue Mère-Élisabeth-Rivet
- Rue Marcel-Gabriel-Rivière
- Chemin des Rivières
- Place Antoine-Rivoire
- Rue de la Rize
- Place de Roanne
- Place Tobie-Robatel
- Rue Robert
- Rue Robert-Wolville
- Rue de la Roche
- Avenue Rockefeller
- Rue Roger
- Rue Roger-Radisson
- Rue Roland
- Rue Rolland
- Rue de Romagny
- Ruelle de Romagny
- Quai Romain-Rolland
- Rue Saint-Romain
- Rue Romarin
- Chemin de la Table-Ronde
- Cours Franklin-Roosevelt
- Rue Roposte
- Rue de la Roquette
- Chemin Rossan
- Rue Rossan
- Rue de la Rosière
- Rue Rosset
- Rue de la Rôtisserie
- Rue Roussy
- Rue Philibert-Roussy
- Place Rouville
- Rue Roux-Soignat
- Rue Camille-Roy
- Rue Royale
- Rue Rozier
- Rue de l'Abbé-Rozier
- Rue de la Ruche

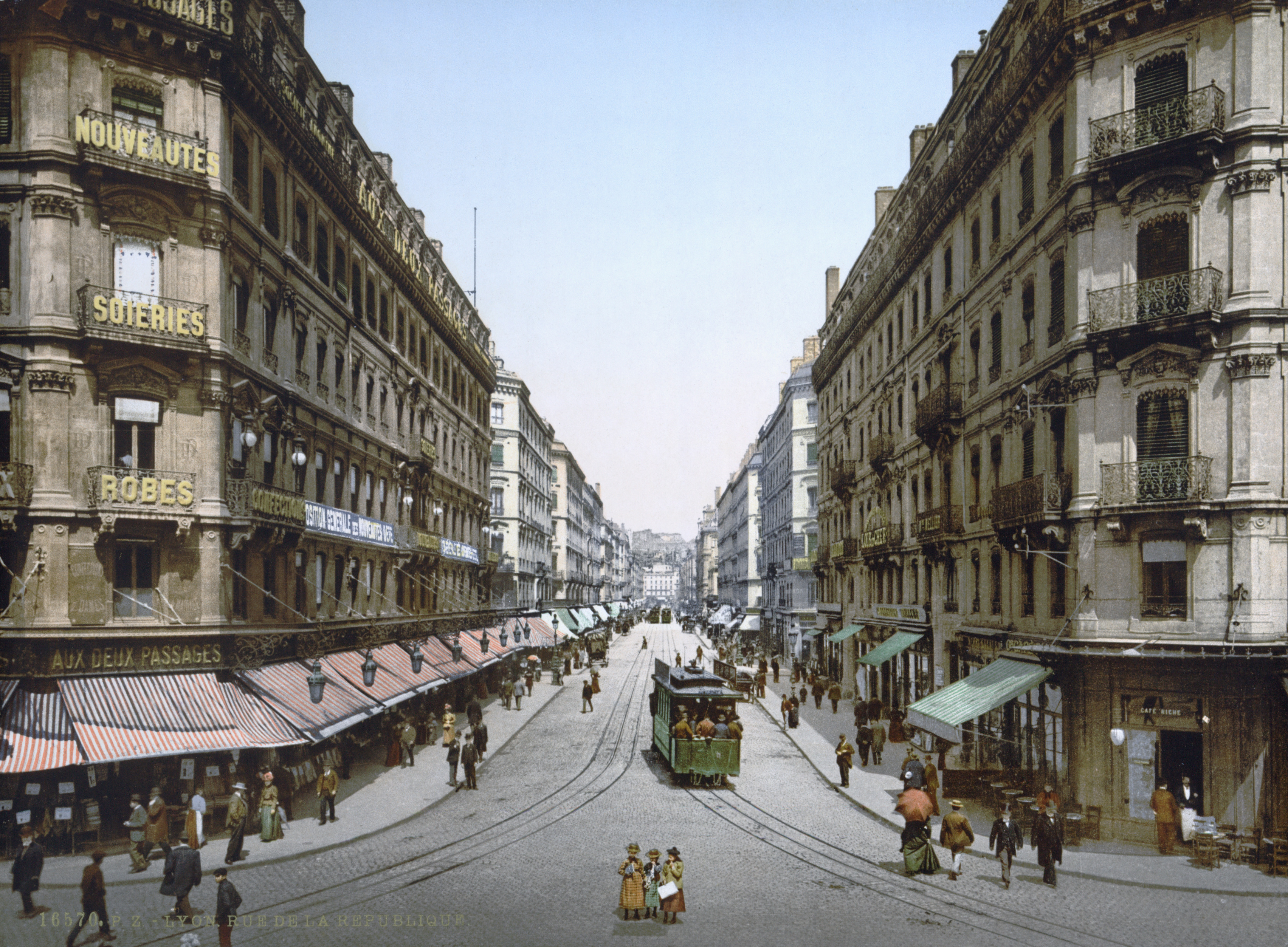
La rue de la République, vers 1890-1905.

- Esplanade Fernand-Rude (esplanade de la Grande-Côte)
- Chemin de Ruel
- Chemin de Ruer
- Montée du Ruer
- Rue Ruplinger

## S
- Haut – A
- B
- C
- D
- E
- F
- G
- H
- I
- J
- K
- L
- M
- N
- O
- P
- Q
- R
- S
- T
- U
- V
- W
- X
- Y
- Z

- Impasse du Sablon
- Rue Hermann-Sabran
- Chemin du Sacré-Cœur
- Rue Françoise-Sagan
- Avenue Andreï-Sakharov
- Rue Antoine-de-Saint-Exupéry
- Rue Roger-Salengro
- Rue Antoine-Sallès
- Avenue Paul-Santy
- Rue Gabriel-Sarrazin
- Place Sathonay
- Avenue de la Sauvegarde
- Quai Pierre-Scize
- Montée Saint-Sébastien
- Quai Paul-Sédallian
- Rue Seignemartin
- Quai de Serbie
- Rue Raoul-Servant
- Rue Saint-Agnan
- Impasse Saint-Alban
- Place Saint-Alexandre
- Rue Saint-Amour
- Rue Saint-André
- Rue Saint-André
- Quai Saint-Antoine
- Montée Saint-Barthélemy
- Rue Saint-Benoît
- Rue Saint-Bonaventure
- Rue Saint-Bruno
- Rue Saint-Charles
- Chemin Saint-Clair
- Place Saint-Clair
- Quai Saint-Clair
- Montée Saint-Clair-Duport
- Rue Saint-Claude
- Rue Saint-Côme
- Rue Saint-Denis
- Rue Saint-Dié
- Rue Saint-Dominique
- Rue Saint-Éloi
- Rue du Saint-Esprit
- Rue Saint-Étienne
- Rue Saint-Eucher
- Rue Saint-Fiacre
- Rue Saint-François-d'Assise
- Rue Saint-François-de-Sales
- Place Saint-François-de-Sales
- Rue Saint-Fulbert
- Place Saint-Georges
- Pont Saint-Georges
- Rue Saint-Georges
- Rue Saint-Gervais
- rue Saint-Irénée
- Rue Saint-Isidore
- Place Saint-Jacques
- Rue Saint-Jacques
- Rue Saint-Jacques
- Place Saint-Jean
- Rue Saint-Jean
- Rue Saint-Jérôme
- Rue Saint-Joseph
- Rue Saint-Joseph
- Place Saint-Just
- Passage des Hauts-de-Saint-Just
- Barrière Saint-Laurent
- Montée Saint-Laurent
- Rue Saint-Lazare
- Rue Saint-Louis
- Rue Saint-Marcel
- Rue Saint-Marcel
- Rue Saint-Martin
- Rue Saint-Mathieu
- Rue Saint-Maximin
- Place Saint-Michel
- Place Saint-Michel
- Rue Saint-Michel
- Rue Saint-Michel
- Rue Saint-Nestor
- Rue Saint-Nicolas
- Place Saint-Nizier
- Rue Saint-Nizier
- Chemin Saint-Paterne
- Rue Saint-Paul
- Place Saint-Pierre
- Rue Saint-Pierre
- Rue Saint-Pierre-de-Vaise
- Rue Saint-Pierre-le-Vieux
- Rue Saint-Polycarpe
- Place Saint-Pothin
- Rue Saint-Pothin
- Chemin de Saint-Priest
- Rue Saint-Romain
- Montée Saint-Sébastien
- Montée Saint-Vincent
- Passerelle Saint-Vincent
- Pont Saint-Vincent
- Place Saint-Vincent
- Quai Saint-Vincent
- Rue Saint-Vincent-de-Paul
- Rue Sainte-Blandine
- Rue Sainte-Catherine
- Petite rue Sainte-Catherine
- Place Sainte-Claire
- Pont Sainte-Claire
- Rue Sainte-Claire
- Rue Sainte-Colombe
- Rue Sainte-Croix
- Rue Sainte-Élisabeth
- Chemin de Sainte-Foy
- Rue Sainte-Hélène
- Rue Sainte-Jeanne
- Rue Sainte-Marie
- Rue Sainte-Marie
- Rue Sainte-Marie-des-Chaînes
- Rue Sainte-Marie-des-Terreaux
- Rue Sainte-Monique
- Rue Sainte-Pauline
- Rue Sainte-Rose
- Pont de Saône
- Rue Sala
- Allée de la Santé
- Montée de la Sarra
- Rue Sarron
- Montée Sathonay
- Place Sathonay
- Rue de la Saulnerie
- Rue du Sauveur
- Rue de Savoie
- Rue Savy
- Rue Sébastien-Gryphe
- Montée Saint-Sébastien
- Rue de Sébastopol
- Pont Seguin
- Rue Seguin
- Place du Séminaire
- Rue du Sentier
- Rue Sergent-Blandan
- Place de Serin
- Pont de Serin
- Rue Joseph-Serlin
- Rue Servient
- Rue de Sève
- Faubourg de Seyne
- Rue de Sèze
- Passage Sibille-Bergeon
- Rue Sidoine-Apollinaire
- Rue Simon-Jallade
- Rue Simon-Maupin
- Rue Sirène
- Rue de la Sirène
- Place Six-Grillets
- Rue Sœur-Bouvier
- Rue Joséphin-Soulary
- Rue de la Sphère
- Place des Squares
- Rue Sylvain-Simondan
- Rue Smith
- Rue Pierre-Sonnerat
- Rue Soufflot
- Rue du Souvenir
- Rue de la Sparterie
- Rue Spon
- Rue Lucien-Sportisse
- Rue Jacques-Stella
- Rue Stéphane-Coignet
- Cours Suchet
- Place Suchet
- Boulevard du Sud
- Rue Sully
- Rue Sylvain-Simondan
- Rue Symphorien Champier

## T

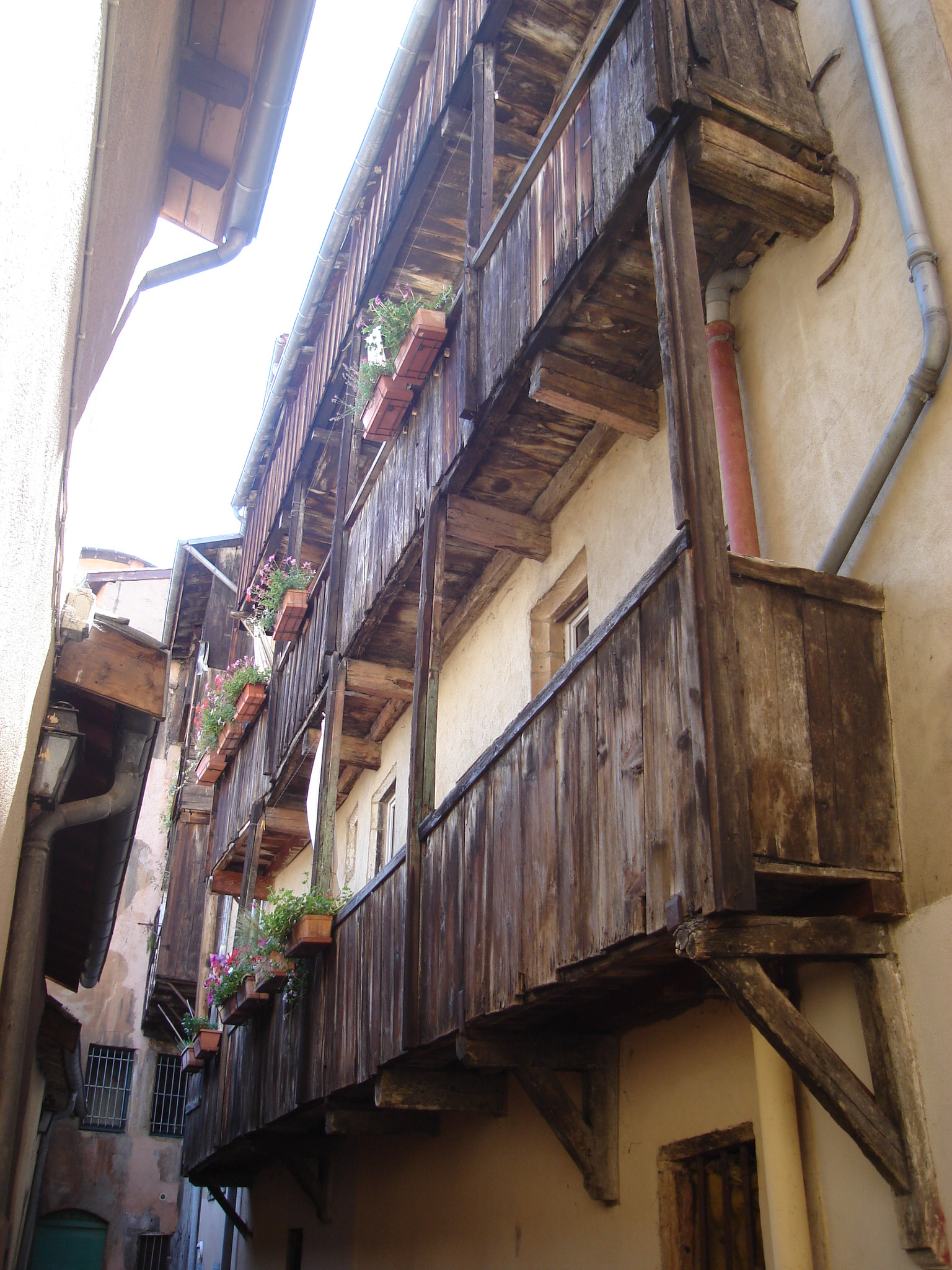
L'impasse Turquet à Lyon.

- Haut – A
- B
- C
- D
- E
- F
- G
- H
- I
- J
- K
- L
- M
- N
- O
- P
- Q
- R
- S
- T
- U
- V
- W
- X
- Y
- Z

- Rue Tabareau
- Rue des Tables-Claudiennes
- Chemin de la Table-Ronde
- Rue de Talaru
- Allée des Tamaris
- Place des Tapis
- Rue des Tapis
- Rue Projetée-des-Tapis
- Rue Tavernier
- Rue Taverney
- Rue Taverny
- Boulevard des Tchécoslovaques
- Montée du Télégraphe
- Rue des Teinturiers
- Rue du Temple
- Rue du Temple
- Rue Port-du-Temple
- Port du Temple
- Rue des Templiers
- Rue Terme
- Rue Pierre-Termier
- Rue Ternois
- Impasse Terrail
- Rue Terraille
- Rue de la Terrasse
- Rue Terrasson
- Place des Terreaux
- Place Bénédict-Tessier
- Rue Tête-de-Mort
- Rue de la Tête-d'Or
- Rue Tête-d'Or
- Rue Louis-Thévenet
- Rue Thézé
- Passage Thiaffait
- Rue de la Thibaudière
- Avenue Thiers
- Rue Thiers
- Rue Thimonnier
- Place Tholozan
- Rue Tholozan
- Cours Albert-Thomas
- Rue Thomassin
- Rue de Thou
- Pont Tilsitt
- Quai Tilsitt
- Monté de Tire-Cul
- Rue Tissot
- Rue Louis-Tixier
- Place Tobie-Robatel
- Place Tolozan
- Rue Tolozan
- Place Toni-Morrison
- Rue Tony-Tollet
- Rue de la Tour-du-Pin
- Rue des Tourelles
- Rue de la Tourette
- Rue Jean-de-Tournes
- Rue Tourret
- Impasse de Tourvielle
- Rue de Tourvielle
- Rue Tramassac
- Rue Trans-Marsas
- Rue Trans-Massas
- Rue du Transvaal
- Rue Transversale
- Rue Trarieux
- Rue des Treize-Cantons
- Rue Très-Marsacs
- Rue Très-Marsas
- Rue Très-Massal
- Impasse de la Trappe
- Rue du Trève
- Rue de Trèves
- Treyve-du-Grouguillon
- Place de la Trinité
- Place de Trion
- Rue de Trion
- Rue des Trois-Artichauts
- Rue Trois-Carreaux
- Rue des Trois-Enfants
- Ruette neuve Trois-Épies
- Rue des Trois-Maisons
- Rue des Trois-Maries
- Rue des Trois-Passages
- Rue des Trois-Pierres
- Square des Trois-Renard
- Rue des Trois-Rois
- Rue Tronchet
- Rue Trouvée
- Place Jacques-Truphémus
- Rue des Tuileries
- Place de la Tunisie[3]
- Rue de la Tunisie
- Rue Tupin
- Rue Turbil
- Impasse Turquet
- Rue de Turin

## U
- Haut – A
- B
- C
- D
- E
- F
- G
- H
- I
- J
- K
- L
- M
- N
- O
- P
- Q
- R
- S
- T
- U
- V
- W
- X
- Y
- Z

- Rue de l'Uert
- Pont de l'Université
- Rue de l'Université
- Rue Dumont-d'Urville

## V

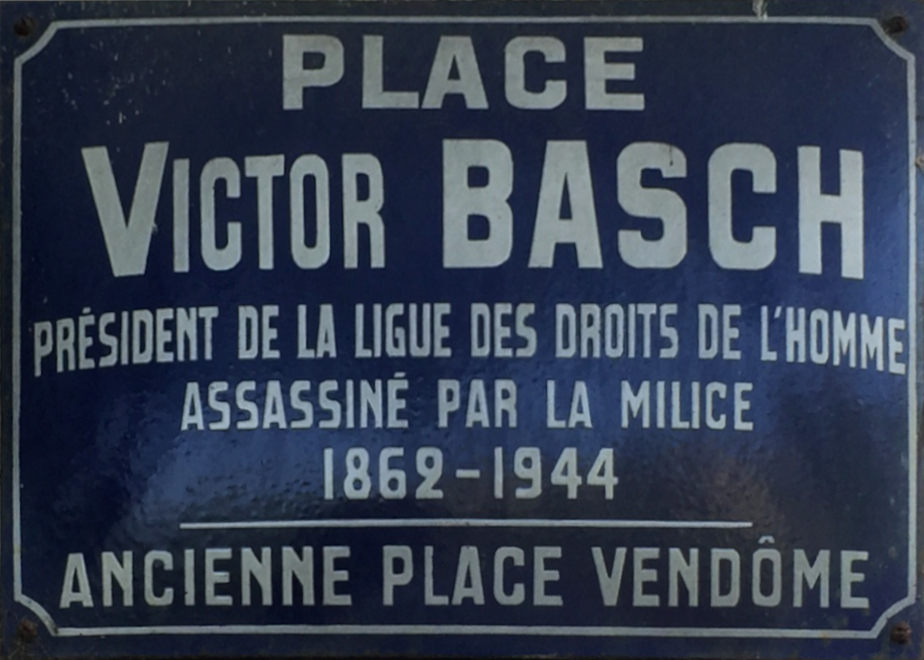
Place Victor-Basch, ancienne place Vendôme.

- Haut – A
- B
- C
- D
- E
- F
- G
- H
- I
- J
- K
- L
- M
- N
- O
- P
- Q
- R
- S
- T
- U
- V
- W
- X
- Y
- Z

- Rue du Docteur-Vaillant
- Chemin de Vaise-à-Champvert
- Quai de Vaise
- Quai de Vaise
- Grande rue de Vaise
- Avenue Vaïsse
- Rue Vaïsse
- Avenue Vailloud
- Rue Pierre-Valdo
- Rue Valentin-Couturier
- Rue Valfenière
- Chemin du Vallon
- Place Valmy
- Rue Vandran
- Rue Vandran
- Rue Vanerot
- Rue de Vanneret
- Place Père-François-Varillon
- Rue Vauban
- Rue Vaubecour
- Rue Vaucanson
- Rue Vaudrey
- Rue Vauzelles
- Rue de Vauzelles
- Montée de Vauzelles
- Rue Velten
- Place Vendôme
- Rue Vendôme
- Passage du Vercors
- Rue du Vercors
- Rue du Verd-Galant
- Cours de Verdun
- Rue Pierre-Verger
- Avenue Verguin
- Rue Verlet-Hanus
- Rue François-Vernay
- Impasse de la Verrerie
- Chemin des Verriers
- Rue de la Viabert
- Montée Ernest-Joseph-Vial
- Rue Viala
- Impasse Viard
- Place des Victoires
- Rue de la Victoire
- Rue Victor-Arnaud
- Rue Victor-Fort
- Rue Victor-Lagrange
- Rue Victor-de-Laprade
- Rue Victorien-Sardou
- Rue Saint-Victorien
- Rue Vide-Bourse
- Rue de la Vieille
- Rue Vieille-Monnaie
- Rue Vieille-Monnaie
- Rue du Viel-Renversé
- Route de Vienne
- Rue de la Vierge-Blanche
- Rue de la Vigilance
- Rue de la Villardière
- Rue Villebois-Mareuil
- Rue Villeroi
- Rue de la Villette
- Rue Villon
- Chemin du Vinatier
- Rue du Vinatier
- Place Saint-Vincent
- Quai Saint-Vincent
- Boulevard Jean-XXIII
- Rue Viricel
- Rue de la Visitation
- Rue Louis-Vitet
- Impasse de la Vitriolerie
- Quai de la Vitriolerie
- Rue de la Vitriolerie
- Cours Vitton
- Chemin du Vivier
- Rue du Vivier
- Avenue Viviani
- Pont Volant
- Place Voltaire
- Rue Voltaire
- Cour des Voraces

## W
- Haut – A
- B
- C
- D
- E
- F
- G
- H
- I
- J
- K
- L
- M
- N
- O
- P
- Q
- R
- S
- T
- U
- V
- W
- X
- Y
- Z

- Place Eugène-Wernert
- Place Charles-Marie-Widor
- Pont Wilson
- Rue Robert-Wolville
- Rue Wuillerme

## Y
- Haut – A
- B
- C
- D
- E
- F
- G
- H
- I
- J
- K
- L
- M
- N
- O
- P
- Q
- R
- S
- T
- U
- V
- W
- X
- Y
- Z

- Rue d'Ypres
- Boulevard Yves-Farge
- Montée d'Yzeron
- Rue d'Yzeron

## Z
- Haut – A
- B
- C
- D
- E
- F
- G
- H
- I
- J
- K
- L
- M
- N
- O
- P
- Q
- R
- S
- T
- U
- V
- W
- X
- Y
- Z

- Rue Jean-Zay